# Louise d'Orléans (1812-1850)
Vous lisez un « article de qualité » labellisé en 2021.
Pour les articles homonymes, voir Louise d'Orléans.
Titre
Reine des Belges
9 août 1832 – 11 octobre 1850
(18 ans, 2 mois et 2 jours)
Signature
Louise Marie Thérèse Charlotte Isabelle d'Orléans, née le 3 avril 1812 à Palerme (Sicile) et morte le 11 octobre 1850 à Ostende (Belgique), est une princesse française, devenue la première reine des Belges par son mariage en 1832 avec le roi des Belges Léopold Ier.
Ancêtre de la dynastie régnant sur la Belgique, Louise est également l'ascendante de l'actuel grand-duc de Luxembourg, du prétendant au trône d'Italie, ainsi que du prince Napoléon.
Membre de la maison d'Orléans par son père le roi des Français Louis-Philippe Ier, Louise est issue d'une fratrie de dix enfants élevés dans un esprit chaleureux en France à partir de 1817, lorsque son père revient définitivement à Paris. Elle grandit dès lors dans les diverses résidences royales. Sous la Restauration, les règnes de Louis XVIII et de Charles X, la popularité de Louis-Philippe s'accroît. À l'issue de la révolution de Juillet de 1830, ce dernier devient roi des Français.
Louise reçoit une éducation pieuse, rigoureuse et libérale dispensée selon les préceptes émanant de son père, hormis ceux inhérents à la religion, domaine qui relevait du champ de compétences de sa mère Marie-Amélie. Douée pour les arts, elle laisse quelques œuvres picturales de bonne facture, sans toutefois égaler le talent artistique de sa sœur Marie.
En 1832, elle épouse le roi des Belges Léopold Ier, un mariage politique, mais où la concorde règne entre les époux. Mère de trois enfants survivants : Léopold II, Philippe et Charlotte, sa santé s'altère prématurément. Sa volumineuse correspondance, notamment avec sa mère, la place au rang des épistolières et offre un témoignage de première main de la vie politique européenne de son temps.
Louise joue un rôle discret à la cour de Belgique, mais elle devient rapidement un efficace soutien pour le roi qui la consulte en raison de son entendement avisé des questions politiques et diplomatiques. Louise exerce, à plusieurs reprises, un rôle de facilitatrice dans divers mariages concernant sa fratrie. Au point de vue de ses idées, elle fait figure de progressiste en s'opposant à la peine de mort.
L'exil de son père après la révolution française de 1848 et sa mort deux ans plus tard en Grande-Bretagne, altèrent la santé déclinante de la reine qui meurt le 11 octobre 1850, à 38 ans, à Ostende. L'historiographie retient d'elle le surnom de « Reine bien-aimée ».

## Biographie

### Ascendance et contexte familial

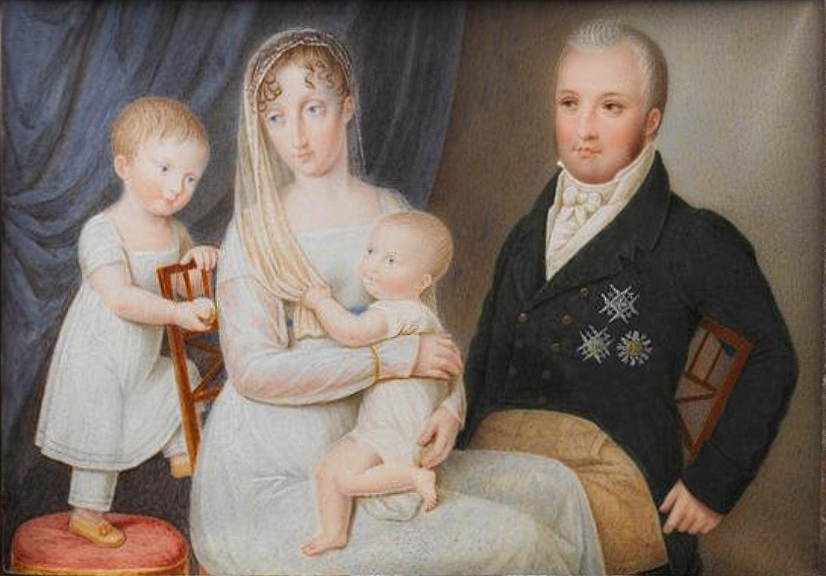
Louis-Philippe, Marie-Amélie et leurs deux enfants Ferdinand et Louise vers 1813.

Louise d’Orléans, princesse du sang royal de France, est la fille aînée et le second des dix enfants de Louis-Philippe d'Orléans (1773-1850), duc d'Orléans, — futur roi des Français sous le nom de Louis-Philippe Ier en 1830 —, alors émigré en Sicile, et de son épouse la princesse Marie-Amélie des Deux-Siciles (1782-1866).
Par son père, Louise est la petite-fille de Philippe d'Orléans (1747-1793), dit « Philippe Égalité » qui vota la mort de Louis XVI et de la richissime Marie-Adélaïde de Bourbon, issue d'une branche légitimée. La mère de Louise, Marie-Amélie, est d'un rang plus élevé que son père puisqu'elle est fille du roi Ferdinand Ier des Deux-Siciles et de l'intrépide Marie-Caroline d'Autriche, sœur de Marie-Antoinette.

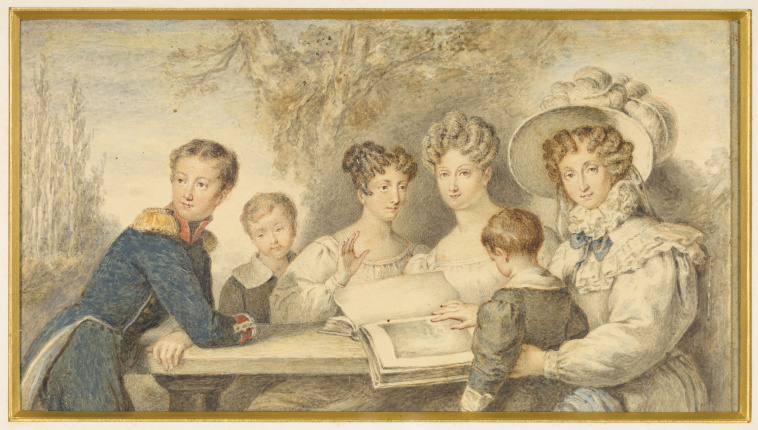
Louise (quatrième à gauche) et la famille d’Orléans vers 1825.

Comme l'écrit l'historien Olivier Defrance, si le mariage entre Louis-Philippe et Marie-Amélie, conclu à Palerme le 25 novembre 1809, n'est pas le résultat d'un « coup de foudre », il est toutefois célébré avec bonheur. Mia Kerckvoorde confirme que l'harmonie du couple persiste tout au long de leur mariage qui dure un peu plus de 40 ans.
En 1814, les parents de Louise reçoivent officiellement du roi Louis XVIII les apanages liés au titre de duc d'Orléans. Louise a un frère aîné, Ferdinand, duc de Chartres, puis duc d'Orléans (1810-1842) et huit frères et sœurs cadets : Marie (1813-1839), Louis, duc de Nemours (1814-1896), Françoise (1816-1818), Clémentine (1817-1907), François, prince de Joinville (1818-1900), Charles, duc de Penthièvre (1820-1828), Henri, duc d'Aumale (1822-1897) et Antoine, duc de Montpensier (1824-1890),.

### Premières années

#### Entre Palerme, Twickenham et Paris

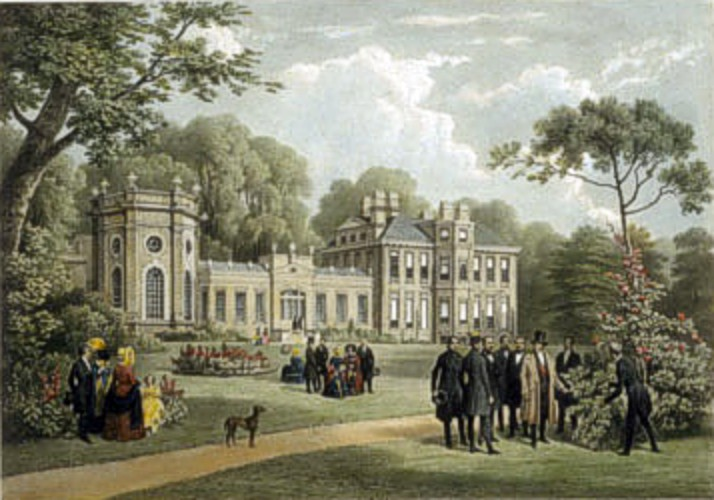
Orleans House à Twickenham où vécut Louise de 1815 à 1817.

Louise naît à Palerme, le 3 avril 1812 à 11 h du matin. Elle est baptisée le lendemain à la chapelle palatine de Palerme ; ses parrain et marraine, absents à la cérémonie, sont le roi Louis XVIII et la duchesse d'Angoulême Marie-Thérèse de France, fille du roi Louis XVI. Elle est tenue sur les fonts baptismaux par son oncle maternel le prince héréditaire François de Sicile et sa femme Marie-Isabelle, en présence de sa grand-mère maternelle Marie-Caroline reine de Sicile, de son oncle maternel Léopold de Sicile et de sa tante paternelle Adélaïde d'Orléans.
Louise et les siens s'installent en France en juillet 1814 au Palais-Royal avant de devoir fuir de nouveau en raison du retour de Napoléon. En mars 1815, les Orléans partent donc s'établir outre-Manche à Twickenham, à l'Orleans House, sur les bords de la Tamise. Après la bataille de Waterloo et la nouvelle chute de l'Empire en juillet 1815, Louis-Philippe décide cependant de ne pas rentrer immédiatement en France. Durant cet exil volontaire, le prince attend l'évolution favorable et pérenne de la situation politique avant de revenir définitivement en France en avril 1817 où sa famille le rejoint le 15 août suivant, d'abord au palais royal, puis peu après au château de Neuilly.

#### Une éducation rigoureuse, mais libérale

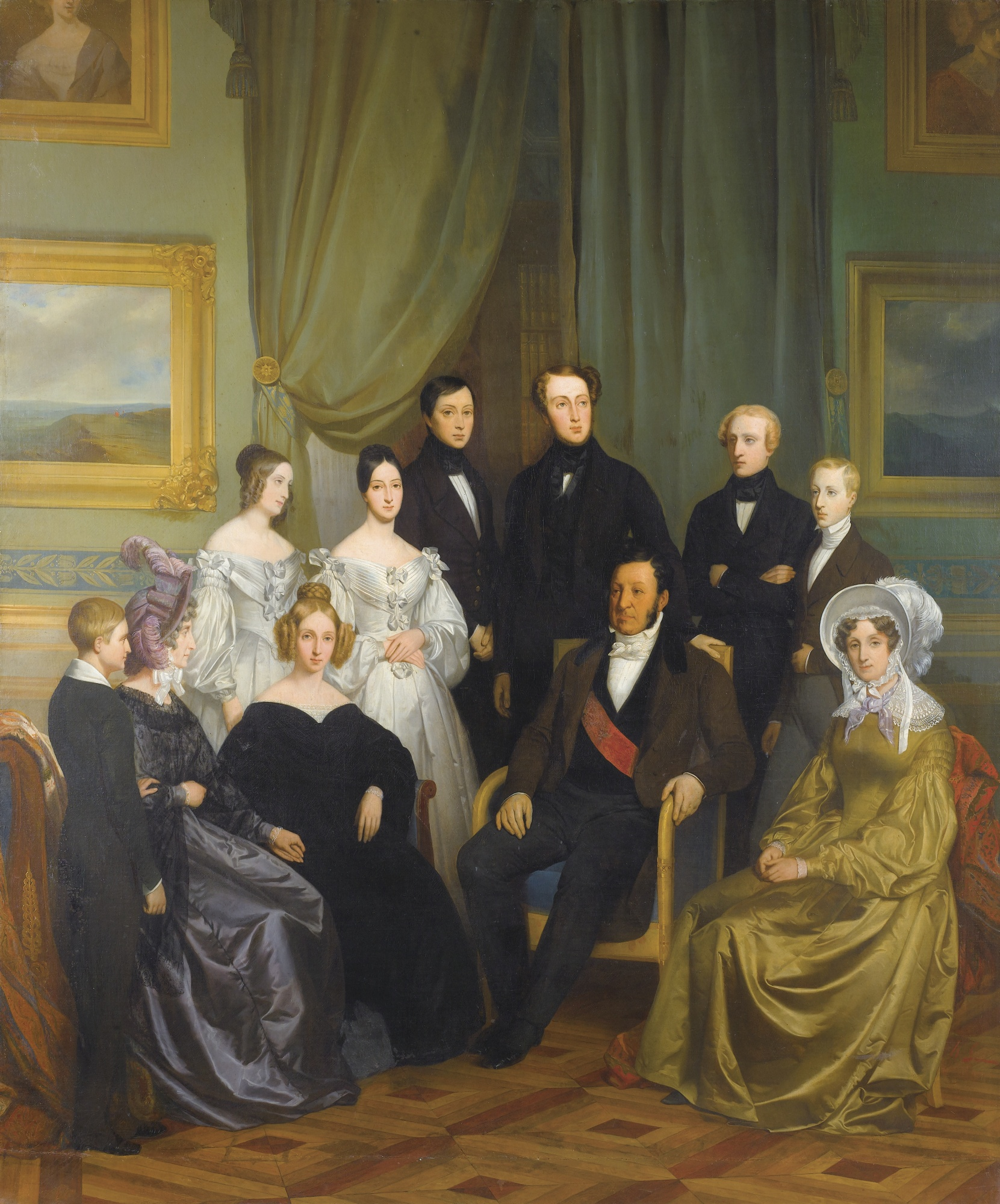
Louise (deuxième princesse assise à gauche) et sa famille vers 1830.

À l'instar de ses frères et sœurs, Louise reçoit une éducation rigoureuse et libérale, calculée dans ses principes et la moindre de ses modalités par son père. Les enfants Orléans sont entourés d'affection chaleureuse. En famille, on se tutoie, signe d'intimité réelle, peu courante dans leur milieu. Les Orléans vivent dans une intimité souvent perçue comme « bourgeoise », notamment par l'aristocratie légitimiste qui s'étonne de leurs démonstrations d'affection mutuelle. Chacun a un surnom, celui de Louise étant : « Bobonne ». Bien que les enfants passent beaucoup de temps ensemble, leur différence d'âge engendre des regroupements : les quatre aînés (Ferdinand, Louise, Marie et Louis) forment un premier cercle. La proximité avec leurs parents s'exprime lors de petites fêtes célébrant les anniversaires et les fêtes patronales. Les enfants sont parfois invités à se produire sur une petite scène de théâtre improvisée au château de Neuilly ou au château d'Eu, afin d'illustrer des proverbes ou des maximes à caractère moral.
Marie-Amélie trouve beaucoup de satisfaction à être avec ses enfants : ils jouent en toute liberté, mais leur mère est constamment proche d'eux : c'est en compagnie de sa progéniture qu'elle se promène, monte à cheval ou prend des bains de mer. Cependant, Marie-Amélie et ses enfants doivent composer avec Madame Adélaïde, la sœur de Louis-Philippe et sa véritable égérie. Son frère débute habituellement sa journée en la consultant sur tous les sujets. Elle appartient à la « tribu » : Marie-Amélie a généreusement accepté la présence de cette « rivale » et les enfants lui sont attachés, bien qu'ils redoutent parfois son ingérence et son indiscrétion. À maintes reprises, Louise écrit : « N'en parlez à personne, et surtout pas à "ma tante"...!. »
Dans le système éducatif inspiré de celui dont il a bénéficié de la part de madame de Genlis, Louis-Philippe impose un programme scolaire qui occupe ses enfants à chaque instant : histoire, géographie et langues étrangères. Louis-Philippe, autrefois professeur lui-même lors de son exil en Suisse, se réserve les cours d'histoire, et insiste sur ses souvenirs liés à la Révolution. Il poursuit comme objectif de préparer les princes à affronter un monde en mutation. Cette vision libérale le conduit à inscrire ses fils au collège Henri-IV, alors que le roi Louis XVIII y était réticent. Même si elles ne suivent pas directement l'enseignement public dispensé à leurs frères, les princesses Louise, Marie et Clémentine bénéficient de l'expérience que leurs frères acquièrent au contact de la société extérieure au palais.
Peu pieux, Louis-Philippe laisse à Marie-Amélie le soin de l'éducation religieuse. Cette dernière assiste parfois à leurs cours et reçoit hebdomadairement un rapport de plusieurs pages des divers précepteurs. Secondée par son aumônier, l'abbé Guillon, Marie-Amélie déplore toutefois qu'il ne soit pas un catéchiste de premier ordre capable d'inculquer la religion à ses enfants, telle qu'elle-même en avait été instruite. Elle se tourne progressivement vers Félix Dupanloup, alors vicaire de la Madeleine, qui avait acquis une solide réputation de pédagogue, pour instruire religieusement ses enfants. Louise apprend trois langues étrangères : l'anglais, l'allemand et l'italien.

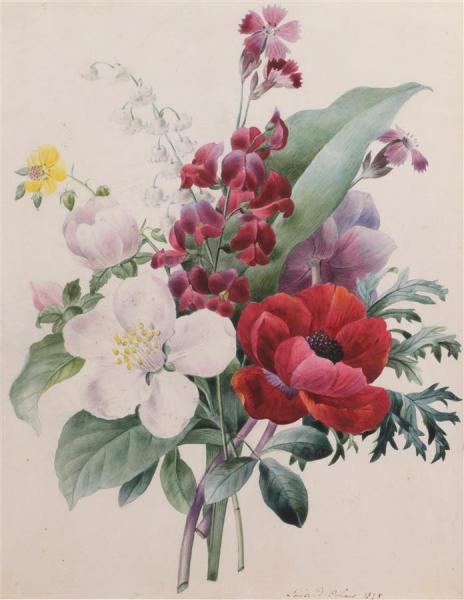
Jetée de fleurs, aquarelle par Louise d'Orléans en 1828.

Michelet instruit Louise en histoire et Redouté lui apprend l'art de peindre des fleurs et des paysages. Sans être aussi douée que sa sœur Marie, sculptrice de talent, Louise laisse quelques dessins qu'appréciaient ses professeurs Horace Vernet, Ary Scheffer et Paul Delaroche. En revanche, Louise qui a été initiée par le compositeur Daniel Auber et le pianiste Friedrich Kalkbrenner n'aime pas beaucoup la musique, hormis quelques airs militaires et les valses de Strauss. Elle ne prise pas non plus les sciences exactes. Les salons des résidences royales que fréquente Louise reçoivent maints visiteurs illustres, tels les hommes de lettres Benjamin Constant, Casimir Delavigne, François-Auguste Mignet ou encore le philosophe Victor Cousin.
Les exercices physiques et sportifs ne sont pas négligés : Louise excelle en équitation et monte audacieusement en amazone. Elle a également l'occasion d'effectuer quelques voyages, à vocation pédagogique, au cours desquels elle tient un journal. En juillet 1826, elle séjourne avec ses parents, sa sœur Marie et son frère Ferdinand, près du Mont-Blanc et visite le château de Coppet où résidait jadis madame de Staël. Après avoir visité un glacier, et admiré un panorama en relief de la Suisse, Louis-Philippe et les siens passent une nuitée dans une modeste auberge dans le canton de Genève, à Carouge.
À la fin juillet 1830, une nouvelle révolution éclate en France, chassant le roi Charles X du pays. Un nouveau régime s'installe sous la forme d'une monarchie constitutionnelle. Louis-Philippe devient le nouveau souverain. Le 9 août, il prête serment à la Charte et prend le titre de « roi des Français » pour se distinguer de ses prédécesseurs. Louise voit son statut évoluer : elle devient dès lors fille aînée du roi.

### Un mariage politique

#### Léopold, candidat patient

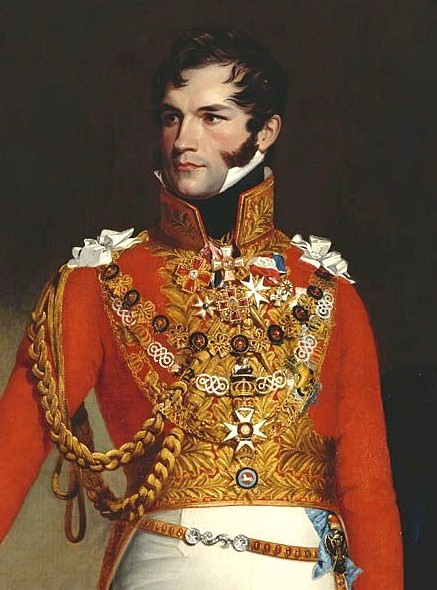
Léopold Ier roi des Belges par George Dawe.

En Belgique, le Congrès national proclame l'indépendance, le 4 octobre 1830, à l'issue de la révolution belge contre les Pays-Bas. L'indépendance de la Belgique est reconnue internationalement le 20 décembre 1830. Le 3 février 1831, le Congrès élit d'abord roi des Belges Louis d'Orléans, duc de Nemours, second fils de Louis-Philippe Ier. La Grande-Bretagne s'oppose à ce qu'un prince français règne à Bruxelles, et Louis-Philippe refuse le titre au nom de son fils de peur de déclencher une guerre européenne dans laquelle la France serait isolée. Le Congrès national belge propose, après avoir pris connaissance de l'autorisation de la France et de la Grande-Bretagne, à un prince allemand, Léopold de Saxe-Cobourg-Gotha, de devenir roi des Belges. Ce dernier accepte, prête serment le 21 juillet 1831 et devient le premier roi des Belges sous le nom de Léopold Ier.
Le nouveau souverain, veuf depuis 1817 de Charlotte de Galles et sans enfants, a l'intention de se remarier afin de fonder une dynastie. L'indépendance de la Belgique étant encore fragile, le choix de la première reine des Belges doit être judicieux. Léopold de Saxe-Cobourg songeait déjà, en janvier 1830, alors qu'il s'apprêtait à accepter le trône de Grèce, à se marier avec une princesse française. Il pensait à Louise ou à sa sœur Marie, qu'il connaissait pour les avoir vues fréquemment lorsqu'il vivait en Grande-Bretagne. Toutefois, aucune des deux princesses n'avait marqué son approbation à ce projet matrimonial, tandis que leur mère Marie-Amélie, fervente catholique, redoutait que la fiancée potentielle dut se convertir à la foi orthodoxe. Cependant, Léopold refusant en mai 1830 la couronne hellène, la question de son mariage avait été temporairement ajournée.
Afin de resserrer les liens de la Belgique avec la France, la question du mariage de Léopold avec une des filles de Louis-Philippe occupe de nouveau le premier plan. Le choix d'une princesse française est conforté par la gratitude de Léopold envers la France pour son rôle de protectrice, en août 1831, dans la campagne des Dix-Jours, tentative manquée par Guillaume Ier des Pays-Bas de mettre fin à l’indépendance belge. En mars 1832, le roi Léopold fixe résolument son choix sur Louise : « Je désire ce mariage sous le rapport de l'individualité de la princesse Louise, plus que pour toute autre raison et certainement je ne connaîtrai de plus vive sollicitude que celle de la voir heureuse. » Ce choix agrée également aux hommes politiques français. Fort de l'appui précieux de Madame Adélaïde, tante de Louise et véritable conseillère politique de Louis-Philippe, Léopold peut envisager de se marier selon son choix. Initialement, Marie-Amélie rejetait l'idée d'une union avec un luthérien. D'autre part, le roi et la reine envisageaient de donner en mariage leur fille aînée au duc de Calabre, mais ce projet était demeuré sans suite.

#### De longues négociations matrimoniales

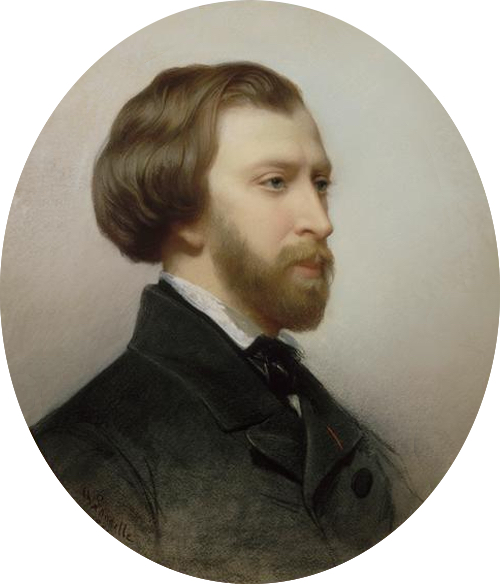
Alfred de Musset s'est inspiré des fiançailles de Louise dans sa comédie Fantasio.

Brouillé avec la plupart des cours européennes après son accession au trône, Louis-Philippe craint que sa nombreuse progéniture ne reste célibataire. Marie-Amélie, elle-même, montre maintenant de l'intérêt pour le mariage belge. Ferdinand, le frère aîné de Louise, convainc également sa sœur d'accepter la proposition belge car il considère ce mariage « comme un moyen sûr pour maintenir le satellite naturel de la France dans son orbite. » Louise, également incitée par ses professeurs Félix Dupanloup et Michelet, finit par donner son accord. Les négociations avec le roi des Français Louis-Philippe Ier peuvent débuter: il est convenu que Léopold épouse sa fille aînée Louise d'Orléans. En mai 1832, une rencontre a lieu entre Léopold et Louise à Compiègne. Marie-Amélie est rassurée par son futur gendre et les fiançailles sont officiellement prononcées.
Les négociations en vue du mariage sont longues, en raison du peu de prodigalité de Louis-Philippe et de son futur gendre. Ils parviennent toutefois à un accord et signent un contrat le 25 juillet 1832. Vingt et un ans plus âgé que sa fiancée, le premier roi des Belges apparaît comme un luthérien austère, veuf depuis quatorze ans de la princesse Charlotte, héritière du trône d'Angleterre, qu'il avait aimée profondément. Enfant, Louise l'avait vu dîner à Twickenham ou à Neuilly, et elle a gardé de lui le souvenir d'un homme froid et morose. Comme elle le décrit à son amie Antonine de Celles, son fiancé lui « est aussi indifférent que l'homme qui passe dans la rue. » Ce mariage, qui déplaît tant à la princesse, inspire à Alfred de Musset, ancien condisciple de classe des frères de la princesse, qui les fréquentait également au Palais Royal où il aimait danser avec Louise et sa sœur Marie, l'intrigue de la pièce Fantasio.

#### Mariage à Compiègne

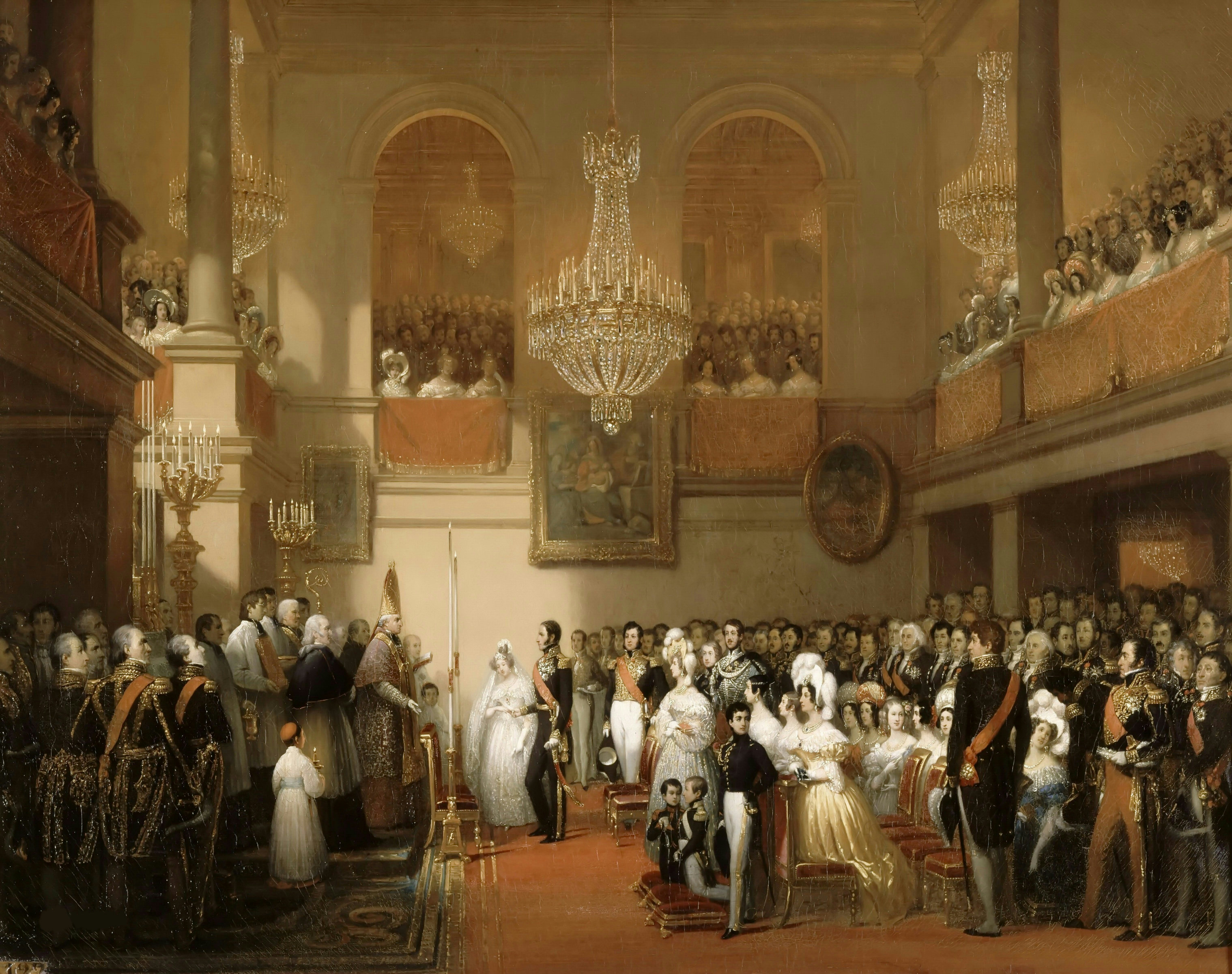
Mariage du roi et de Louise d'Orléans par Joseph-Désiré Court.

La cérémonie a lieu le 9 août 1832 : elle n'est pas célébrée à Paris car l'archevêque de Paris, le légitimiste Hyacinthe-Louis de Quélen, avait argué de la mixité du mariage – le roi des Belges est de confession luthérienne – pour interdire sa célébration dans une cathédrale. Le mariage a donc lieu au château de Compiègne. Les cérémonies nuptiales comprennent une cérémonie civile, une célébration catholique et une bénédiction luthérienne. Gallard, évêque de Meaux, bénit le couple royal selon le rite catholique, puis le pasteur Jean-Jacques Goepp, de la confession d'Augsbourg, renouvelle la bénédiction selon le rite luthérien.
Pour rehausser l'éclat de la cérémonie du mariage civil, le roi Louis-Philippe choisit pour la princesse des témoins prestigieux : le duc de Choiseul, l'un de ses aides de camp, Barbé-Marbois, Premier président de la Cour des comptes, Portalis, Premier président de la Cour de cassation, le duc de Bassano, le maréchal Gérard et trois députés, Alphonse Bérenger, André Dupin et Benjamin Delessert. En revanche, il a dû essuyer l'humiliation d'un refus, celui du duc de Mortemart, qui a accepté d'être nommé, en 1830, ambassadeur à Saint-Pétersbourg, mais qui, de cœur, reste fidèle à la monarchie légitime.
Selon l'auteur et homme politique belge Hippolyte d'Ursel, tous les historiens mentionnent la douleur extrême avec laquelle Louise se sépare de sa famille à Compiègne. De Cambrai, la mariée elle-même écrit à sa mère : « Je n'oublierai jamais le triste jour où je vous ai quittée, avec ce que j'ai de plus cher au monde, emportant pour toute compensation à mon douloureux sacrifice, l'espoir d'un bonheur que je ne comprends pas encore. »

### Reine des Belges

#### Un prince romantique
En dépit de ses préjugés, Louise est très vite séduite par la délicatesse de cœur de son mari. Elle avait cru épouser un homme dur pour lui-même et pour les autres ; elle découvre un romantique qui pleure quand elle a du chagrin. Louise confie à sa mère : « Il y a aujourd'hui huit jours que je suis mariée. [...] Ce rêve si douloureux le premier jour, le devient tous les jours moins. D'abord, je suis parfaitement à l'aise avec lui. Je lui parle de tout, je le consulte sur tout. Je suis extrêmement contente de ses sentiments et de ses principes moraux et politiques qui sont tout à fait les miens ; et vous ne vous faites aucune idée de sa bonté pour moi... J'en suis profondément touchée. Hier, quand j'ai passé la frontière [...], j'ai été fortement émue et n'ai pu retenir mes larmes. Le Roi a été peiné du chagrin que j'éprouvais, et quand nous sommes rentrés, ici chez nous, il s'est mis à pleurer aussi. »
Louise confirme ses premières impressions favorables : « Tout ce que je puis dire de lui, c'est que le roi me rend parfaitement heureuse, il est d'une bonté pour moi qui me touche vivement. Je l'estime profondément et j'ai trouvé en lui les qualités solides et attachantes qui pouvaient seules satisfaire mon cœur ». L'aisance immédiate qui s'installe entre Louise et Léopold est d'autant plus étonnante, qu'en dehors de la sphère privée, Louise est d'une grande timidité. Un mois après son mariage, elle déclare à sa mère : « Je suis déjà heureuse, je l'aime et je l'estime surtout profondément. Chaque jour ajoute à cette estime et à cette affection, à l'union de nos pensées et de nos sentiments, à ma confiance illimitée en lui, et à la sérénité avec laquelle j'envisage l'avenir. »
En décembre 1832, quatre mois après son mariage, Léopold est très satisfait de son choix : « Je ne puis assez faire l'éloge de ma bonne petite femme, digne d'estime au plus haut point ; je n'ai pas souvent rencontré un caractère plus digne d'être aimé et une absence totale aussi d'égoïsme ; c'est vraiment une belle âme. Dommage que la charpente ne soit pas un peu plus solide ; sa grande fragilité m'inquiète souvent. »

#### Fondation de la dynastie

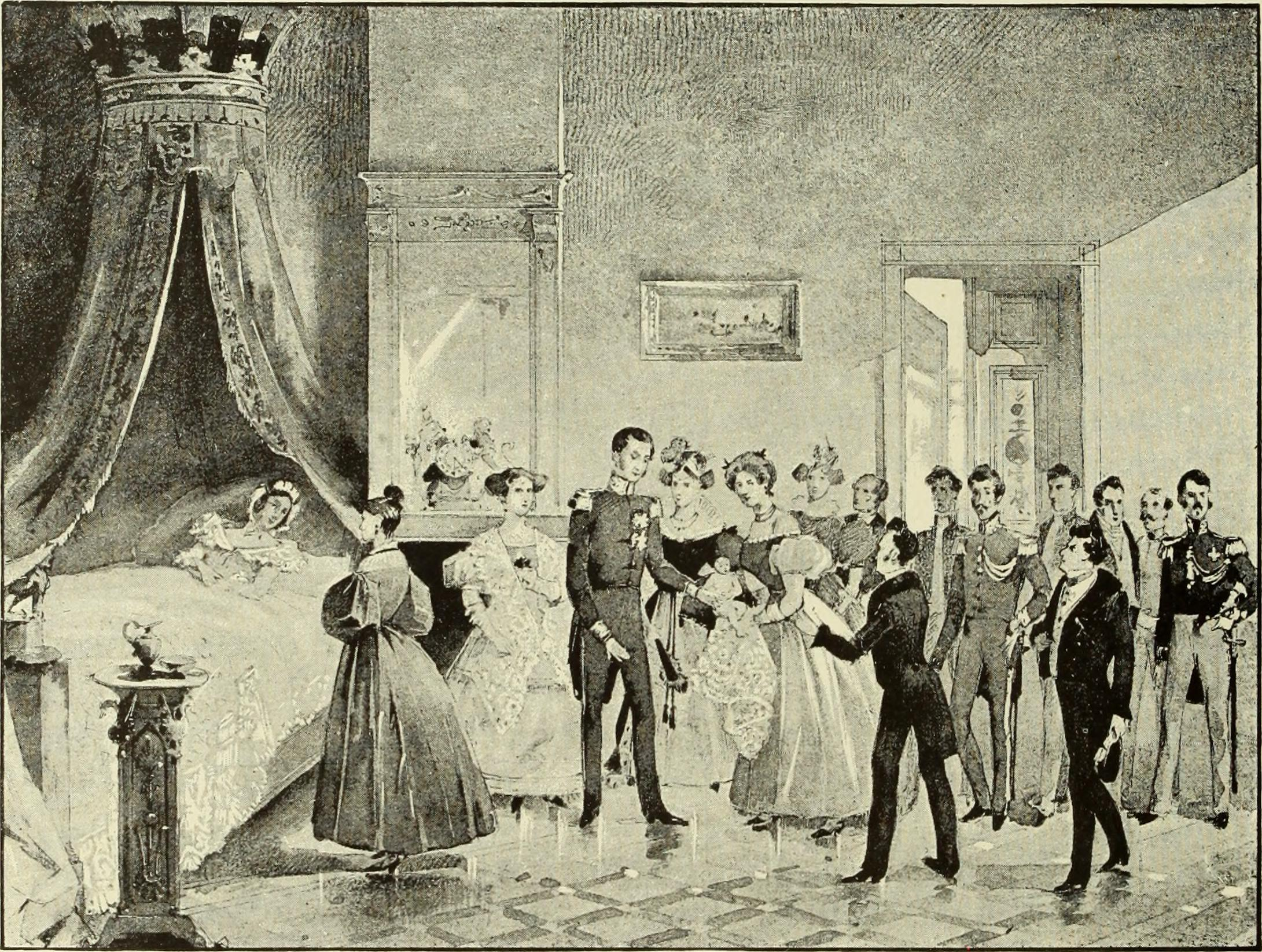
Constatation de la naissance de Louis-Philippe premier fils de Léopold Ier en 1833.

Le premier enfant de l'union de Léopold et Louise, qui naît moins d'un an après le mariage de ses parents, est un fils : Louis-Philippe qui voit le jour le 24 juillet 1833. Cette naissance, au-delà des joies familiales qu'elle promet aux parents, conforte la position du roi et de la Belgique dans le concert des nations européennes par la naissance d'un premier agnat, promesse d'une continuité monarchique. Léopold n'est plus seulement ce prince étranger appelé à régner en Belgique, il devient le fondateur d'une dynastie. Les cercles orangistes ne s'y trompent guère et expriment leur amertume : « Soit ! Nous avons un duc de Brabant, comme il y eut un duc de Reichstadt et un duc de Bordeaux.... » Durant les premiers mois suivant sa naissance, le prince nouveau-né — que ses parents surnomment affectueusement « Babochon » — est robuste. Louise, en revanche, paraît épuisée par cette première grossesse. Au printemps 1834, la santé de Babochon ne laisse pas d'inquiéter ses parents. En avril 1834, dans le contexte d'émeutes anti-orangistes à Bruxelles, signes de la fragilité de la récente monarchie belge, le roi déplore que son fils souffre du vacarme. Dans les premiers jours de mai, l'enfant paraît se rétablir, mais graduellement, son épuisement général est manifeste au point que le petit Louis-Philippe meurt, avant d'atteindre son premier anniversaire, le 16 mai 1834, d'une inflammation des muqueuses.

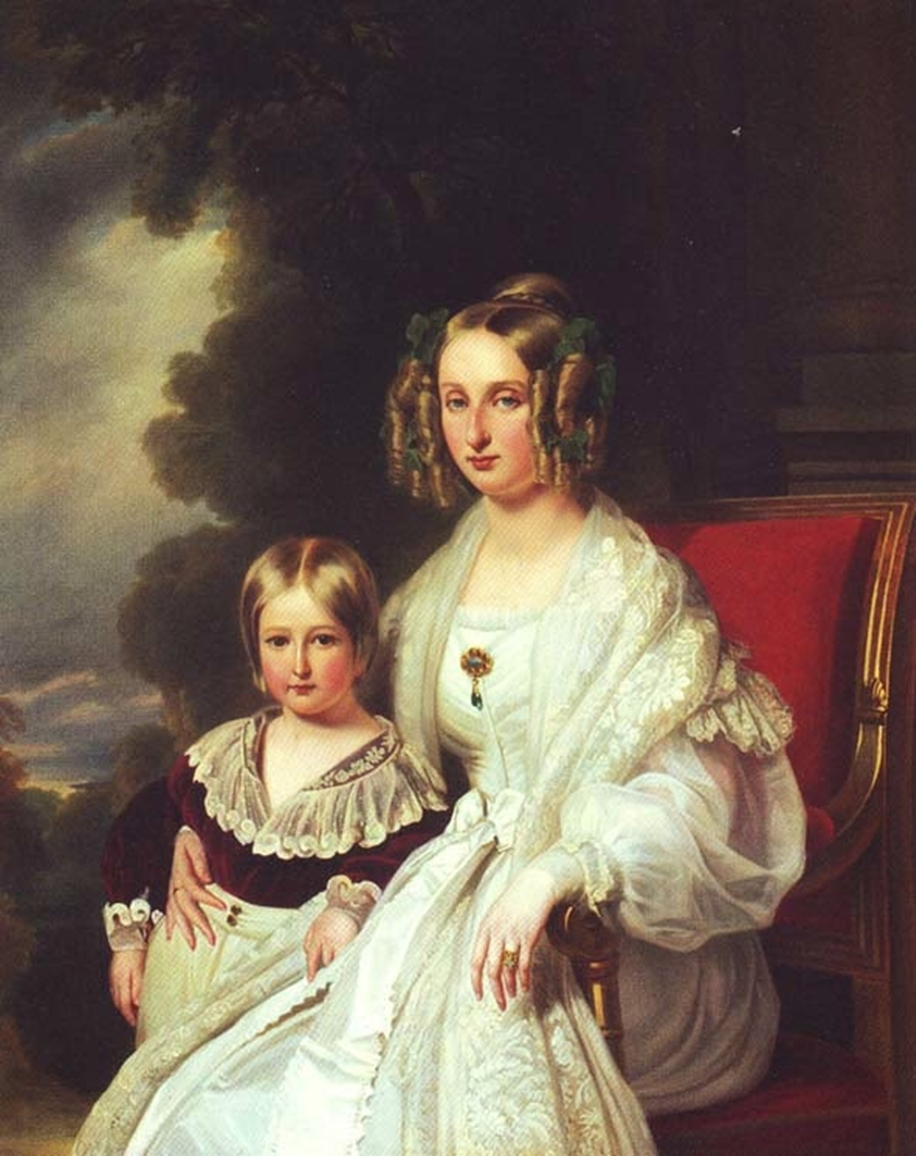
La reine Louise et son fils Léopold par Gustave Wappers vers 1840.

Éprouvés par leur deuil, Louise et Léopold prennent des bains de mer à Ostende et bientôt, une nouvelle grossesse s'annonce. Un second fils, Léopold, naît le 9 avril 1835. À sa naissance, le second fils du roi est prénommé Léopold, comme son père, affirmant la continuité de la dynastie belge. L'enfant est chétif et malingre. Prudent, le roi Léopold Ier ne manifeste — contrairement à la population belge — aucune joie. Le 24 mars 1837 naît un troisième fils prénommé Philippe en hommage à son grand-père maternel et aux ducs de Bourgogne qui régnèrent sur les états constituant la Belgique au XVe siècle. En 1840, le roi — qui y songeait depuis leur naissance — remet à l'honneur au profit de ses deux fils les titres de duc de Brabant, pour l'aîné, et celui de comte de Flandre, pour le cadet. Ensuite naît Charlotte, le 7 juin 1840, après une grossesse difficile. Les enfants royaux sont élevés austèrement. Ils dorment sur des matelas de crin et ne disposent en été que d'une légère couverture de coton. Ils ne reçoivent pas de friandises, mais de l'huile de foie de morue. Afin de les prémunir contre tous maux de gorge, ils ont les lobes des oreilles percées, ce que Louise désapprouve. Si elle est généreuse avec les nombreux solliciteurs, la reine est économe en ce qui regarde le domaine privé. Lorsque Marie-Amélie envoie de Paris une robe pour la petite Charlotte, Louise demande une pièce du même tissu afin de la réparer le cas échéant. La garde-robe des garçons n'est pas davantage royale que celle de leur sœur : leurs vestes polonaises sont retouchées, leurs pantalons en casimir (drap de laine peignée) sont allongés et les mêmes blouses bleues fatiguées servent aussi bien pendant les cours que lors des récréations.

#### Opinions religieuses
Pour des raisons politiques, les enfants du couple sont élevés dans le catholicisme, religion qui est celle de la grande majorité de leurs sujets, mais aussi de leur mère. Des enfants de la reine Marie-Amélie, c'est Louise qui montre le plus de ferveur religieuse en observant les règles que sa mère lui a inculquées. Dès ses premiers jours à Bruxelles, elle se plaint que le roi lui demande fréquemment de renoncer à assister à la messe pour pouvoir dormir plus longtemps. Sa paroisse est celle de Saint-Jacques-sur-Coudenberg de Bruxelles, à deux pas du palais royal. Elle s'y rend régulièrement et rapporte épistolairement à sa mère l'accomplissement de ses devoirs religieux. À peine arrivée en Belgique, elle est dotée d'un confesseur qui reste à son service durant tout son règne, Pierre de Coninck, curé de l'église Notre-Dame du Sablon, dont elle apprécie la simplicité, la modération et la bonhomie, tout en montrant peu d'enthousiasme pour ses homélies. Quant aux autres prêtres, surtout ceux qui prêchent en néerlandais, Louise ne peut s'empêcher de les comparer avec les éloquents prédicateurs de Notre-Dame-de-Paris, tels le dominicain Henri Lacordaire ou le jésuite Xavier de Ravignan, capables de rassembler de multiples auditeurs même en dehors de Paris.
C'est en vertu de ses principes chrétiens que Louise réprouve la peine de mort et s'exprime catégoriquement sur le sujet, après qu'en 1835, son père Louis-Philippe a été victime d'un attentat raté par Giuseppe Fieschi, lequel est guillotiné l'année suivante avec deux de ses complices : « Pour le père surtout c'est affreux et je me mets bien à sa place. Quelque grand que soit le crime, je ne puis admettre qu'il appartienne aux hommes à anticiper les jugements de Dieu et de disposer de la vie de leurs semblables [...], mais il faut bien que Papa fasse son odieux devoir de roi. »

#### L'éducation dense des princes

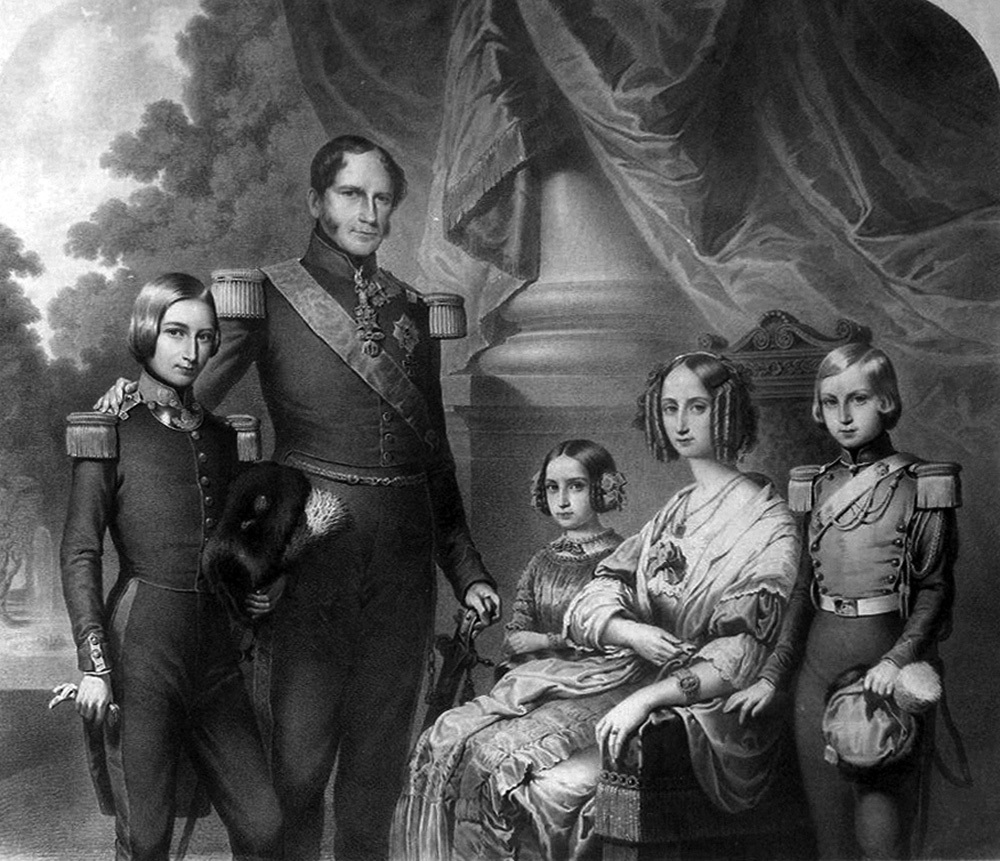
Louise, et leurs enfants par Charles Baugniet vers 1848.

Léopold a donné à Louise le rôle prépondérant dans l'éducation de leurs trois enfants. Elle est chargée de leur formation spirituelle, intellectuelle et pratique. Elle rend compte au roi de l'évolution des princes. Léopold estime que « ce système est, à tous points de vue, bienfaisant et tient la mère en contact continuel avec les enfants ; elle exerce de cette manière une influence médiatrice et modifie le pouvoir paternel, qui, quand il parle, doit toujours parler en dernière instance et d'une manière grave. »
L'horaire scolaire est fixé avec soin et soumis à l'approbation du roi. Les journées sont longues et actives : elles débutent par le catéchisme dispensé dès 8 h et se terminent le soir jusqu'à 20 h. Les moments de loisirs sont calculés avec discernement. Quotidiennement, les précepteurs adressent leurs rapports sur les études à la reine, et si elle est à l'étranger, ils lui envoient les documents par courrier. Dans ce cas, Louise réagit épistolairement, n'hésitant pas à admonester ses fils au sujet de leurs manquements scolaires et comportementaux, rappelant les promesses qu'ils ont formulées afin de s'amender. En grandissant, les princes Léopold et Philippe donnent du souci à leurs éducateurs : le premier par son autoritarisme, le second par sa nonchalance. Quant à Charlotte, elle s'adapte davantage que ses frères aux consignes paternelles.

#### Une vie solitaire

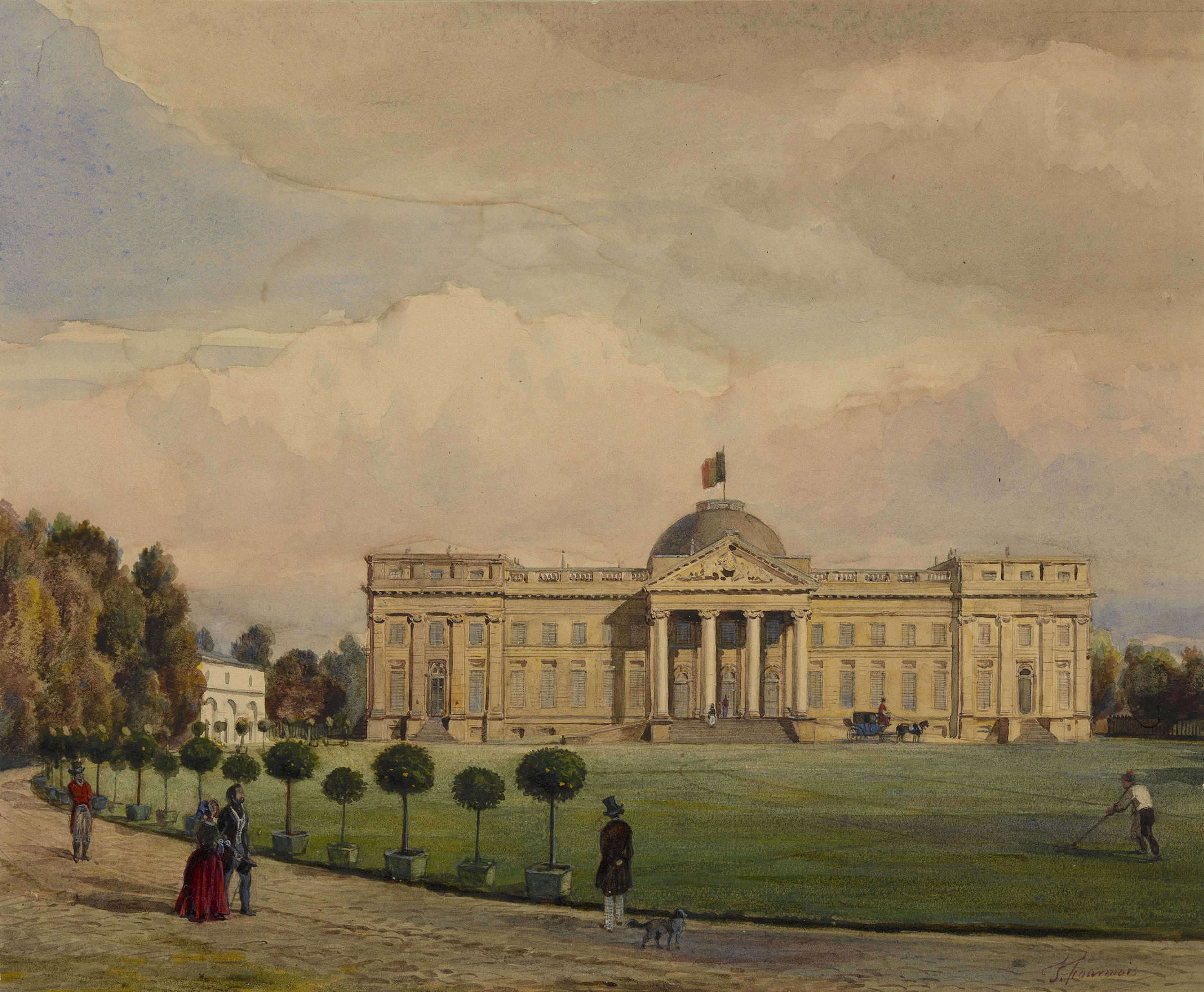
Le château de Laeken par Théodore Fourmois en 1843.

Des trois résidences royales mises à sa disposition à son arrivée en Belgique en 1831 : Anvers, Bruxelles et Laeken, Léopold choisit cette dernière car elle lui rappelle le plus Claremont où il résidait jadis. À part le personnel domestique, le couple royal y vit sans suite, « Le Roi, son chien et moi, disait la reine Louise, habitons seuls le palais ». Lors des premières semaines qu'elle passe en Belgique, le roi s'étonne de la simplicité de son apparence vestimentaire et l'incite à adopter davantage d'élégance, ce à quoi elle consent. Léopold est également surpris par le vocabulaire audacieux de sa femme qu'il rappelle à l'ordre le cas échéant : « Pas de propos légers, Madame !. »
L'existence à Laeken est réglée invariablement. Le roi se lève assez tard et déjeune vers 10 h avec la reine, après qu'elle a entendu la messe. On apporte alors le courrier de Paris qu'attend Louise avec impatience car elle reçoit maintes lettres de sa famille. L'existence de Louise est abstraite, recluse, trop ignorée du peuple dont elle est reine, et reine étrangère de surcroît. On dîne à Laeken à cinq heures et demie. La dame d'honneur, la comtesse de Merode, Louise-Jeanne de Thezan du Poujol, et l'une des trois dames du palais (la baronne Goswin de Stassart, née Caroline du Mas, la baronne Emmanuel d'Hooghvorst, née Caroline de Wal Masbourg, et la comtesse Zoé Vilain XIIII) attendent la reine dans le salon. Dans la pièce voisine, le roi joue au billard. Il reçoit beaucoup, mais toujours les mêmes personnes : hommes politiques, hauts fonctionnaires, membres de la colonie anglaise, car l'aristocratie belge est encore orangiste au début du règne.

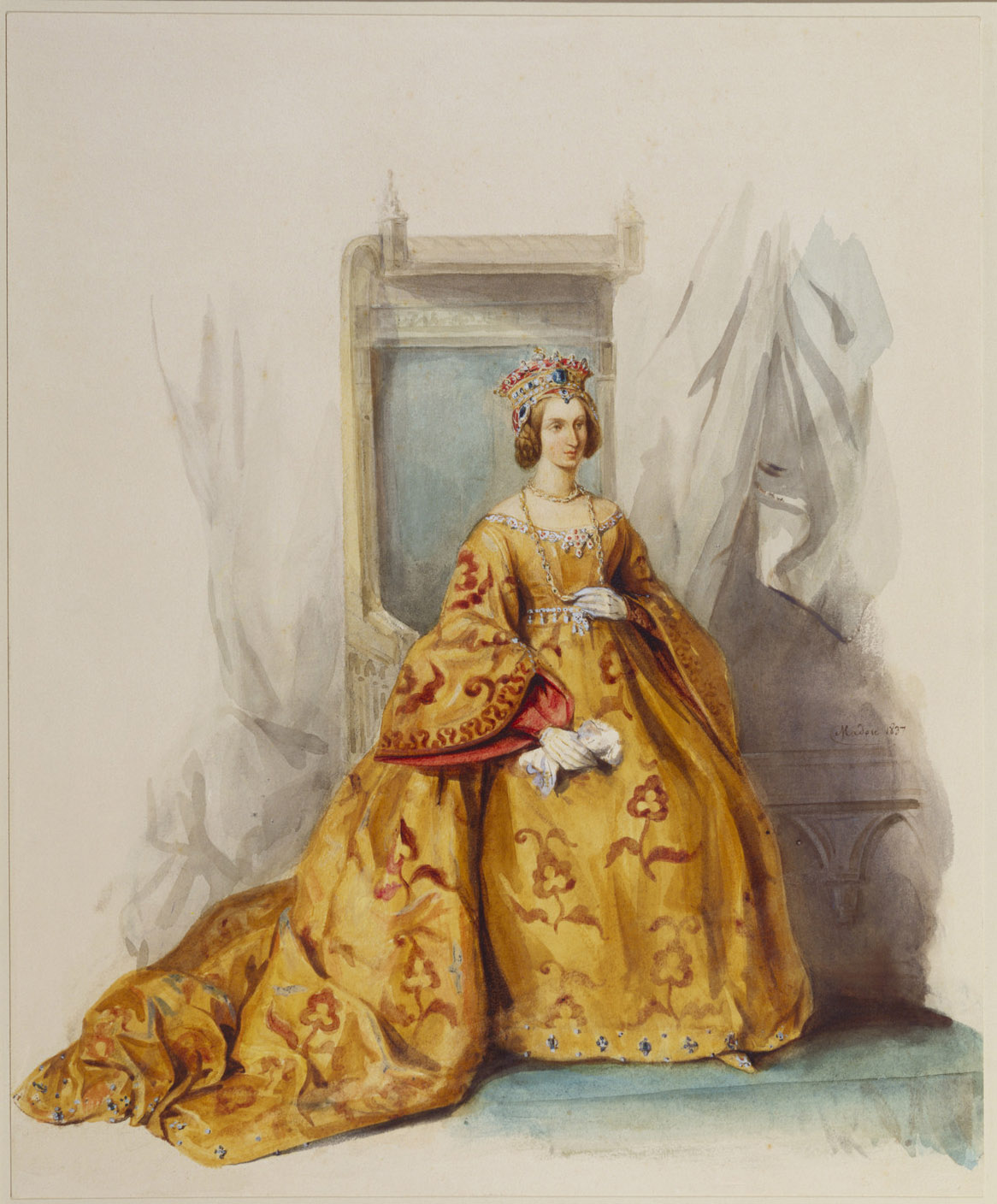
Louise déguisée en Marie de Bourgogne par Jean-Baptiste Madou en 1837.

En février 1835, lorsque le roi décide de donner un bal costumé au palais de Bruxelles, la majeure partie de la noblesse belge brille par son absence. La reine Louise, enceinte de sept mois et parée en Marguerite d'Autriche, se retire dès 23 h 30, tandis que le roi fait son entrée à minuit seulement. Un mois plus tard, c'est ensemble que les souverains font leur entrée lors d'un nouveau bal masqué où la reine s'est déguisée, cette fois, en Jeanne d'Aragon. Au début du règne, la reine semble goûter au plaisir de se parer de costumes historiques : Marie de Bourgogne, Élisabeth de France ou encore Mademoiselle de Montpensier.
Léopold Ier, qui n'a jamais oublié sa première épouse Charlotte, mais considère sa seconde femme comme une amie très chère, passe régulièrement la soirée dans les salons de la reine, au château de Laeken ; Louise lit alors à haute voix les ouvrages récents de Stendhal ou de Chateaubriand, ainsi que des classiques de Byron ou de Shakespeare. Dans la journée, elle s'occupe de ses enfants. Le roi laisse peu voir la reine au dehors. Il estimait qu'en ne se montrant pas trop souvent et en ménageant sa popularité, on produit plus d'effet. Tenant compte de l'extrême timidité de Louise, Léopold la place à ses côtés, lors des premiers dîners officiels, mais progressivement, il l'engage à s'asseoir près de divers convives. Cependant, souvent Louise est seule car Léopold est un promeneur infatigable et un chasseur invétéré qui n'hésite pas à passer des journées entières dans la forêt de Soignes.
Pour tromper son ennui, Louise écrit quotidiennement à ses proches, essentiellement à sa mère, une correspondance qui offre un témoignage de première main sur la vie des cours européennes de son temps. La régularité et la longueur de ses lettres relève, selon son entourage, de la « scribomanie », mais cette graphomanie révèle une personnalité cultivée, dotée d'un sens aigu de l'observation, au service de sa fine connaissance de la nature humaine.
Au fil des années, Louise commence à apprécier favorablement la Belgique, et surtout les villes flamandes comme Anvers ou Ostende. Elle aime la mer, la côte belge et la plage où elle se promène à cheval ou à pied. Elle collectionne avec ardeur les coquillages, dont elle gratifie volontiers les membres de sa famille. Elle nage également avec plaisir lors de ses séjours ostendais, escapades où elle se plaît davantage qu'au palais royal de Bruxelles qu'elle quitte toujours avec joie.

#### Des voyages accordés avec parcimonie
Si Louise quitte Bruxelles avec plaisir, Léopold restreint les occasions où la reine pourrait voyager. Ainsi, lors du baptême de Vicky, fille aînée de la reine Victoria, prévu le 10 février 1841, les souverains belges sont invités à Londres. Léopold accepte de s'y rendre mais, en dépit de l'insistance pressante de sa nièce la reine Victoria, il empêche Louise de l'accompagner outre-Manche. Louise, déçue, doit demeurer auprès de ses enfants en Belgique sous le prétexte de veiller sur leur santé en période hivernale. Louise exprime sa tristesse dans les lettres qu'elle adresse à sa mère. En compensation, Léopold, qui décide du moindre de ses mouvements, prévoit de se rendre avec la reine chez ses parents, au printemps, en France.
En 1843, le roi Léopold reprend contact avec les princes allemands. En août, accompagnés par les souverains britanniques, les souverains belges se retrouvent à Brühl et au château de Stolzenfels à la Familientafel, réunissant autour d'eux et du couple royal de Prusse quarante princes et princesses allemands. C'est également lors de ce voyage que Louise fait la connaissance de la reine Victoria avec laquelle elle correspond depuis des années. Les deux reines s'accordent bien. En revanche, en sa qualité de Française, Louise ressent l'hostilité du chancelier autrichien Metternich lorsque le diplomate lui est présenté. Elle ne partage pas non plus l'enthousiasme de la reine Victoria émerveillée par la découverte de Cobourg d'où sa famille est originaire. Sur le chemin du retour, Victoria et son mari Albert sont accueillis à Anvers par les souverains belges qui les avaient devancés. Au printemps 1844, c'est au palais de Buckingham que Louise fête ses 32 ans. Victoria est ravie de la revoir. C'est seulement trois ans plus tard, en juin 1847, que Louise et Léopold effectuent un nouveau voyage en Angleterre.

#### Un sens aigu de la politique

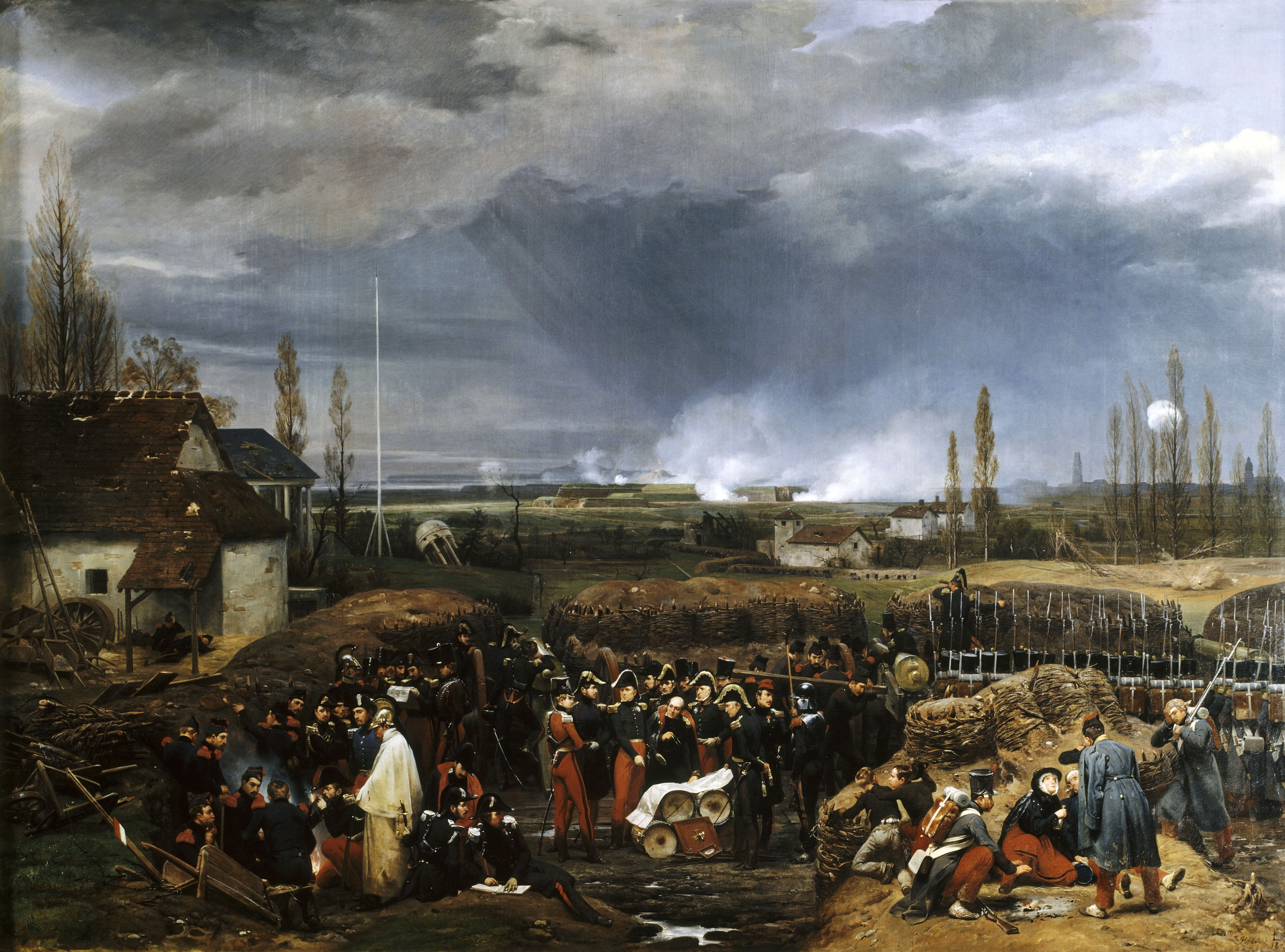
Le Siège de la citadelle d'Anvers par Horace Vernet (1840).

La reine Louise, dès son arrivée en Belgique, s'intéresse étroitement à la vie politique du royaume qu'elle souhaite voir prospérer. Le 24 août 1832, elle écrit au sujet de la reconnaissance définitive de la Belgique comme état neutre et indépendant : « Les nouvelles de la Conférence de Londres sont détestables. La Conférence nous joue avec une insigne mauvaise foi. Ne parle-t-on pas d'un nouveau traité et de nouvelles ratifications de toutes les Puissances pour nous faire encore languir des siècles. » Louise admire d'autant plus l'attitude du roi qui, bien que tracassé, supporte les soucis dus au siège de la citadelle d'Anvers par les Hollandais avec « une tranquillité, une sérénité, un flegme, une égalité d'humeur qui excitent au plus haut degré mon admiration. » Louise laisse également éclater sa colère à propos de l'attitude des Pays-Bas : « ce chien de roi Guillaume fait tout à contretemps. » Louise et Léopold ne craignent pas de se rendre sur les lieux où se prépare le siège de la citadelle d'Anvers. Elle regrette, comme Belge, de « ne pas employer [notre] belle et nombreuse armée, ce qui pour le pays, est un grand sacrifice. »
Lorsque l'intervention franco-anglaise se produit, une crise ministérielle s'ensuit en France, satisfaisant Louise au point de vue des intérêts belges, mais l'affligeant profondément au sujet de la France où les « doctrinaires » qu'elle détestait revinrent au pouvoir : « nous aurons non seulement Broglie que j'estime infiniment, mais qui est la doctrine incarnée, mais encore Guizot et Thiers. Thiers à l'intérieur ! Un homme sans tenue, sans probité politique. » En revanche, Léopold ne partageait pas l'avis de la reine au sujet du siège d'Anvers car il pensait, contrairement à la réalité exprimée par la reine, que le siège ne durerait pas, alors qu'il s'éternisa durant plus de cinq semaines.
La presse allemande estime que la reine des Belges se « mêle extrêmement des affaires politiques et qu'on s'en plaint à Bruxelles. » Le peuple belge est, selon Louise, un peuple susceptible qu'elle apprend progressivement à mieux connaître. À son père qui l'avait mise en garde, Louise répond : « Je ne dénigre ni les Belges, ni la Belgique ; je ne me moque jamais d'eux, publiquement du moins.[...] S'ils n'étaient pas si susceptibles, et si vaniteux, je les aimerais vraiment beaucoup, car ils sont très bonnes gens. »
Louise offre une aide discrète et efficace au roi dans son œuvre politique et diplomatique. Léopold a en Louise une telle confiance qu'il propose au gouvernement, avant d'entreprendre un long périple, de déléguer ses pouvoirs régaliens à la reine. Le gouvernement manifeste cependant une opposition si unanime que le roi n'insiste pas davantage.

#### Une marieuse efficace

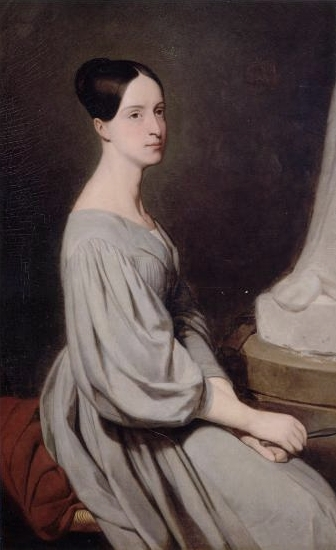
Marie d'Orléans par Ary Scheffer en 1837.

Le mariage est une institution dont Louise parle souvent avec amertume. À peine mariée, elle déclare : « Je ne suis pas encore convertie sur la nécessité du mariage et je suis moins que jamais disposée à la matrimonie. J'ai eu un beau lot, et j'en remercie le Bon Dieu, mais quand je songe à ce que cela doit être quand on en a un mauvais, je frissonne d'horreur…. » Pourtant, elle abandonne peu à peu ses jugements catégoriques et se retrouve mêlée à presque tous les projets d'alliance qui concernent les siens, et dont elle se préoccupe avec zèle, assurant qu'elle agit pour leur bonheur avant toute autre considération.
D'un an la cadette de Louise, sa sœur Marie est quelque peu envieuse de son aînée devenue reine des Belges. Cette dernière l'invite souvent à Laeken, mais elle demeure mélancolique. Anticonformiste, elle est douée pour les arts, mais ses œuvres picturales et sculpturales ne parviennent plus à la passionner depuis que sa sœur est établie en Belgique. Louise, de concert avec Léopold, choisit pour Marie un époux : le duc Alexandre de Wurtemberg, neveu du roi des Belges. Louise dresse du jeune homme un portrait un peu idéalisé afin de convaincre la reine Marie-Amélie de se rallier à son choix. Le mariage a lieu en octobre 1837 grâce au zèle de Léopold, secondé par Louise.
Forte de ce succès, Louise prête également son concours dans la conclusion de l'union entre son frère le duc d'Aumale et Victoire de Saxe-Cobourg. Elle joue un rôle majeur en servant d'intermédiaire entre les Cobourg et les Orléans avant la conclusion du mariage en avril 1840. En mai 1843, c'est au tour de son frère François, prince de Joinville, de se marier avec Françoise du Brésil, une candidate qui recueillait tous les suffrages de Louise : « Plus j'y pense, plus je désire ce mariage. Si la petite a été bien élevée, c'est le plus convenable de tous, vu la position, et j'ajouterais le caractère de Joinville qui ne s'arrangerait pas d'une princesse allemande métaphysique, compassée et élevée dans toutes les rubriques des petites Cours. » Enfin, Louise s'occupe de fixer l'avenir de sa sœur Clémentine, avec moins de succès cependant, car Clémentine finit par épouser, en avril 1843, Auguste de Saxe-Cobourg, qui était son premier choix.
En revanche, Louise peut se targuer d'avoir efficacement œuvré en vue de la conclusion, en 1846, des « mariages espagnols » entre les filles du défunt roi Ferdinand VII : la reine Isabelle II et l'infante Louise de Bourbon, respectivement avec François d'Assise de Bourbon et Antoine, frère puîné de Louise, pour laquelle « l'affaire des mariages espagnols fut au point de vue de son amour-propre de Française, une grande satisfaction. »

#### Entre deuils et maîtresse royale

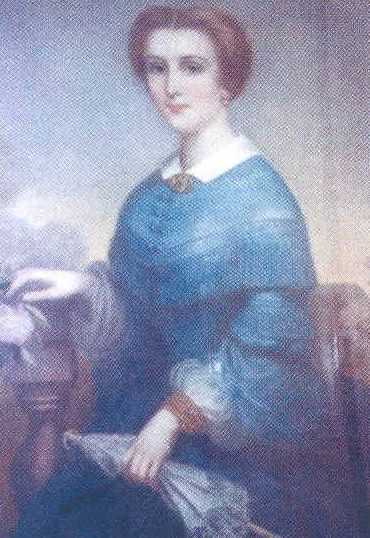
Arcadie Claret, maîtresse du roi de 1844 à 1865.

Après la perte de son fils aîné, la reine Louise a encore le chagrin de perdre sa sœur Marie, qui meurt, en janvier 1839, à l'âge de 25 ans laissant un fils au berceau et un mari effondré. Puis, en juillet 1842, la mort accidentelle de son frère aîné Ferdinand, à seulement 31 ans, bouleverse Louise. Elle écrit : « Hélas, on ne sentira que trop maintenant en toutes choses ce que nous avons perdu. » Mandée par ses parents à Paris, Louise s'y rend avec Léopold. Tandis qu'elle surmonte difficilement son chagrin, Léopold ne la comprend pas et estime qu'elle manque de courage. Après la naissance de Charlotte en 1840, le roi, quelque peu déçu, laisse la reine seule se rétablir lentement de son accouchement et part immédiatement dans son domaine d'Ardenne où il demeure durant une semaine. Louise bénéficie de la compagnie de Denise d'Hulst, une amie d'enfance, tandis que les absences du roi sont de plus en plus longues et nombreuses. Maintenant, il se rend même seul à Ostende et effectue, seul également, sa cure annuelle d'un mois à Wiesbaden.
En 1844, Léopold rencontre Arcadie Claret, dix-huit ans, fille d'un officier de l'armée belge. Très rapidement, ils entretiennent une liaison. Afin de protéger sa maîtresse, Léopold l'incite à contracter un mariage blanc. Arcadie épouse donc en 1845 Frédéric Meyer, intendant des écuries royales, lequel accepte de jouer le rôle de mari, moyennant une rétribution financière, avant de retourner à Cobourg et dès lors de laisser Léopold et Arcadie vivre leur relation. La reine ne peut ignorer cette liaison dont naissent deux fils : Georges-Frédéric en 1849 et Arthur en 1852, titrés barons von Eppinghoven.

### Dernières années

#### Le temps des épreuves
En février 1848, les émeutes parisiennes chassent le roi Louis-Philippe de son trône. Le monarque septuagénaire est contraint de se réfugier avec la famille royale en Grande-Bretagne. Les Belges ne lui cachent pas leur sympathie, lors des événements de Paris qui mettent un terme au règne de son père. Les angoisses de ces journées révolutionnaires portent pourtant un coup terrible à la santé de la reine qui n'a jamais été florissante. Louise doit attendre plus de sept mois avant de revoir les siens exilés en Angleterre où elle débarque le 2 octobre 1848.
D'autre part, Arcadie, maîtresse de Léopold, est installée dans un hôtel de maître rue Royale à Bruxelles, non loin du palais. La presse se fait l'écho de cette relation adultérine. Arcadie ne se cache guère et emprunte d'opulentes calèches lorsqu'elle se déplace. Les rumeurs concernant la mauvaise santé de la reine Louise accentuent le ressentiment populaire. Madame Meyer est maintenant sifflée en ville, tandis que des vitres de son hôtel sont brisées. Pressé par ses conseillers qui lui suggèrent la discrétion, Léopold se résout enfin à écrire à sa maîtresse en lui suggérant davantage de retenue lors de ses sorties.
Tandis que la révolution de 1848 se répercute dans l'Europe entière, menaçant l'ordre social et les trônes, la Belgique, au contraire, se raffermit, en dépit de quelques échauffourées ponctuelles, notamment dans un hameau proche de la frontière française, et voit se renforcer l'union entre le souverain et le peuple. La reine s'en réjouit et écrit, le 31 mars : « tout ici est parfaitement tranquille, l'esprit se maintient excellent. La conduite de notre pauvre petit pays est vraiment admirable. » Lors des fêtes de septembre 1848, Louise constate avec plaisir combien la dynastie est favorablement appréciée. Le calme, qui avait rendu à la Belgique sa vie politique normale, permet à la vie mondaine de reprendre à Bruxelles. En janvier 1849, les réceptions officielles, dîners et bals de cour se déroulent comme jadis. Louise y participe intensément. Ensuite, à partir du printemps, Louise se rend avec le roi dans les provinces. Ils reçoivent un excellent accueil à Liège en juin, à Gand en juillet et à Namur en septembre. En juillet, Louise et sa belle-sœur Hélène effectuent un court séjour à Claremont auprès de la reine Marie-Amélie. Puis, les souverains mènent une vie plus calme à l'automne avant les quatre bals traditionnels prévus au début de l'année 1850.

#### Une santé déclinante

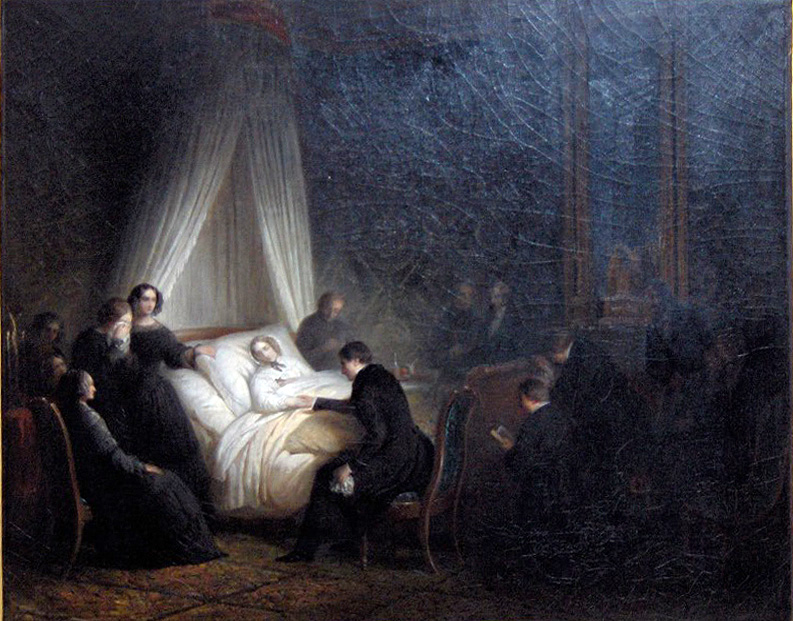
Mort de la reine Louise par Joseph Meganck.

Au début de l'année 1850, Louise qui souffre de toux asthmatique est victime de plusieurs syncopes : « Bien que je n'aie ni fièvre ni mal, mais un état de bronches qui me fait tousser et me rend la respiration difficile, vous devez vous attendre à me trouver jaune, maigre et changée. J'ai une mine affreuse et je me trouve bien vieillie. » écrit-t-elle à sa mère qu'elle s'apprête à voir en Angleterre. Du 24 avril au 18 juin 1850, Louise passe près de deux mois à Claremont auprès de ses parents. Là, elle souffre de la dysenterie et de l'affaiblissement de son système nerveux qui inquiètent les médecins. À son retour à Bruxelles, ses enfants sont malades et toussent eux aussi. Louise veille sur Charlotte, qui est atteinte par la coqueluche et guérit. En revanche, Louise prend froid, se plaint de tousser beaucoup et de souffrir d'entérite : « mon ennuyeuse santé ne m'impose que des privations ; mais je dois les prendre en patience. », écrit-elle à sa mère le 21 août. Quelques jours après cette missive, elle apprend la mort de son père advenue à Claremont le 26 août.

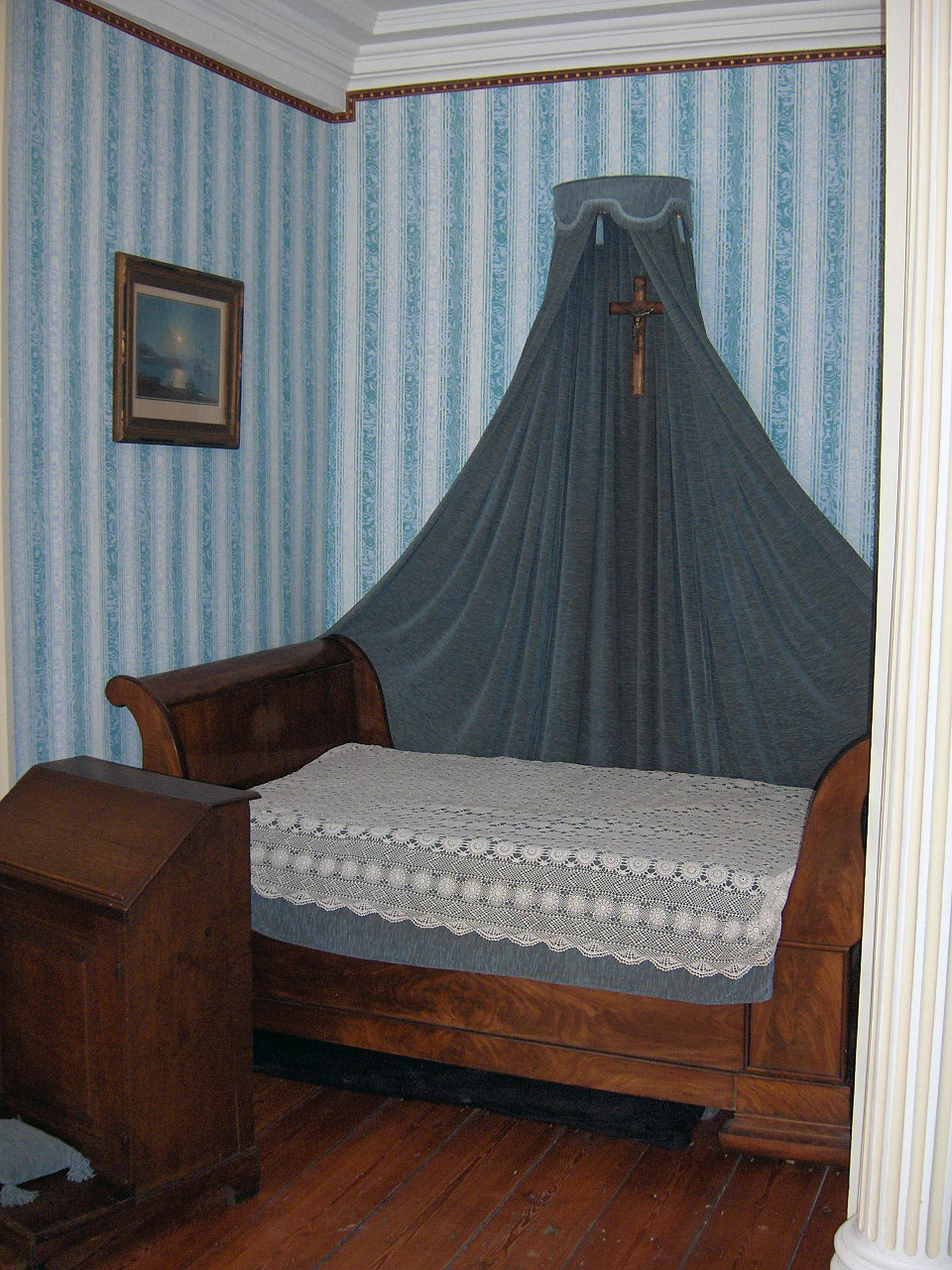
Lit de mort de la reine Louise de Belgique à Ostende.

Le 2 septembre, lors du service célébré à Sainte-Gudule à la mémoire du roi Louis-Philippe, Louise chancelle en faisant le tour du catafalque. Le roi doit la soutenir pour qu'elle ne tombe pas et mesure dès lors la gravité de son état de santé. Le roi décide de conduire la reine à Ostende, affirmant que ses médecins approuvent le changement d'air bénéfique aux maladies pulmonaires, ce dont s'étonne la reine Victoria en raison du froid qui règne déjà sur la côte belge. De plus en plus faible, Louise s'installe à Ostende le 5 septembre dans la résidence d'été de la rue Longue que le roi loue depuis 1835. La demeure est modeste. La chambre de la reine est située en façade au second étage. Louise n'ayant plus la force de gravir les escaliers en colimaçon, une poulie a été fixée au faîte du toit. Une malle d'osier y a été amarrée et permet de hisser la reine jusqu'à son alcôve. Elle s'affaiblit graduellement et aucun traitement ne parvient à juguler ses pathologies. L'arsenal thérapeutique inclut du lait d'ânesse, de la rhubarbe, du sirop de fer aux sangsues, des cataplasmes, de la quinine et de l'huile de foie de morue. Jules Van Praet, principal collaborateur du roi, déplore le manque de coordination des médecins et fustige leur incompétence : « La fièvre augmente et il y a une déperdition progressive des forces. Je répète toujours mon impression sur le service médical. C'est une bien funeste chose que ce manque d'unité. » Les praticiens ne parviennent pas à s'accorder sur la nature des maux : les uns nient la tuberculose, les autres en attestent, tandis qu'un interniste évoque une phlébite et une tuberculose des poumons qui se serait transmise aux intestins.
Van Praet est également inquiet au point de vue politique car il craint des manifestations à Bruxelles, depuis que, le 2 octobre 1850, la presse française a erronément annoncé la mort de la reine. La fausse nouvelle a atteint la capitale belge où se tient un Conseil des ministres extraordinaire. Lors de cette séance, la surveillance de la résidence de la maîtresse du roi, déjà cible autrefois de déprédations, est évoquée. La maréchaussée reste en état d'alerte pour parer à d'éventuels incidents. Toutefois, la population bruxelloise demeure calme et recueillie et l'ordre public n'est en rien perturbé. En septembre, Louise parvient encore parfois à marcher sur la digue en compagnie de ses enfants, mais dès les premiers jours d'octobre, elle est contrainte de s'aliter en permanence, tandis que des neuvaines sont récitées dans tout le pays alarmé par la teneur des bulletins de santé publiés dans la presse.

#### Mort et funérailles

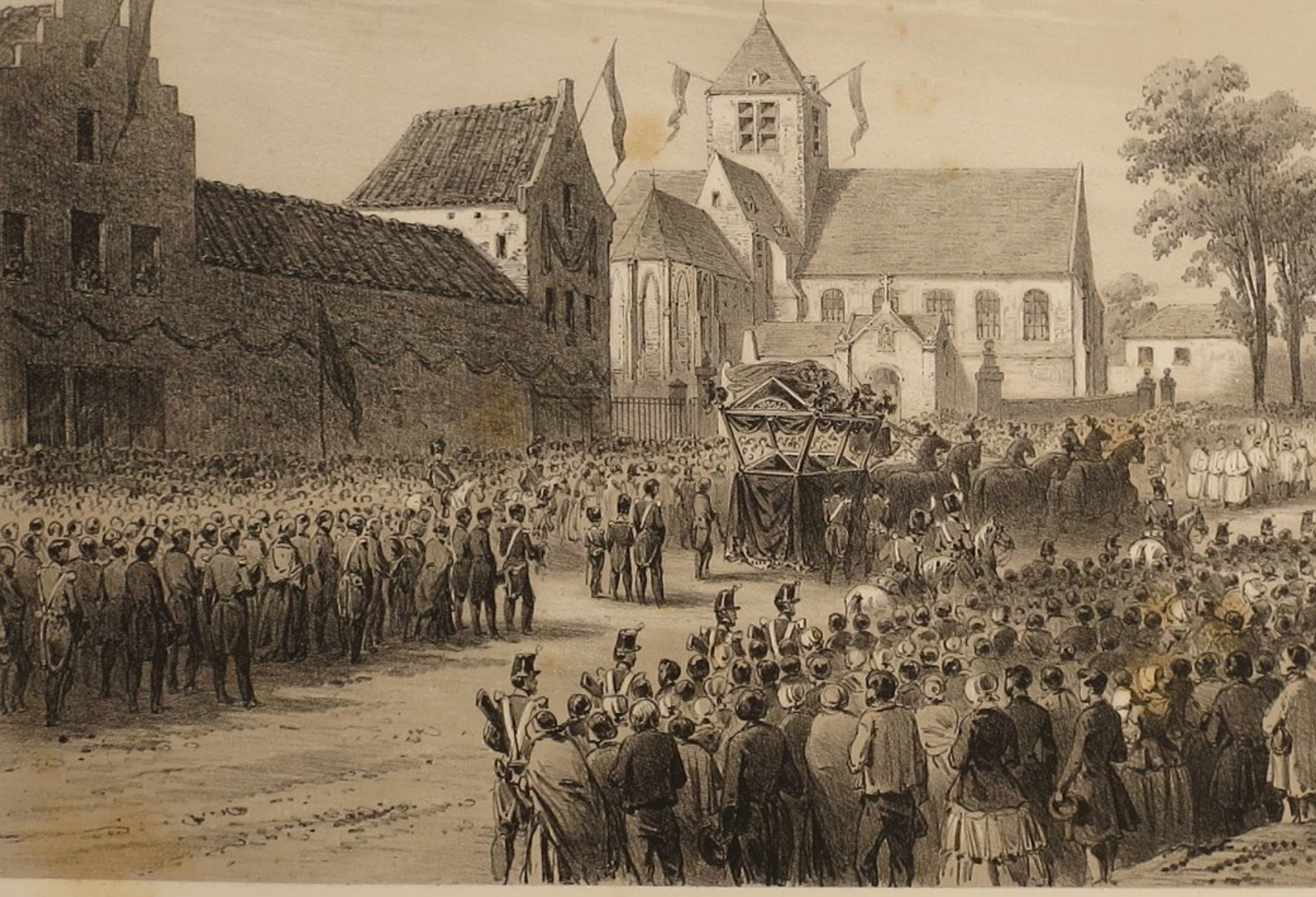
L'arrivée du cortège funèbre à l'église Notre-Dame de Laeken le 14 octobre 1850.

Le 9 octobre 1850, Marie-Amélie, venue d'Angleterre avec sa fille Clémentine, dix jours auparavant, est rejointe à Ostende par son fils le duc de Nemours et sa bru la duchesse d'Orléans. Marie-Amélie et Clémentine occupent un petit appartement à côté de celui de Louise afin de veiller sur elle. Entourée de sa mère, la reine Marie-Amélie, de son frère le duc de Nemours, de son époux et de ses enfants, Louise meurt le vendredi 11 octobre à 8 h 10, après une nuit de souffrances intenses, à l'âge de 38 ans.
Le 14 octobre, le cortège funèbre qui ramène d'Ostende à Bruxelles le corps de la reine est conduit par Léopold, ses deux fils et trois de ses frères : Louis, François et Henri. Le convoi de deuil composé d'un char funèbre fermé, recouvert de drap noir orné de franges d'argent, placé entre deux tenders, est mené par une locomotive qui translate la dépouille de la défunte jusqu'à la gare de Bruxelles-Allée-Verte. Là, le clergé, les détachements militaires, le corps diplomatique, les ministres, un grand nombre de membres du Sénat et de la Chambre des représentants, tous en deuil, accueillent le roi, ses fils et son neveu le prince-consort Albert, afin de partager leur chagrin. Durant deux jours, les hommages se succèdent avant le service funèbre du 17 octobre, lequel, conformément aux vœux de la défunte, a lieu, dans une certaine simplicité, en l'ancienne église Notre-Dame du village de Laeken. Léopold Ier jugeant cette église indigne de la famille royale en fait édifier une nouvelle dont la construction est validée le 14 octobre 1850, soit seulement trois jours après la mort de la reine. Les dépouilles de Louise et de Léopold, mort en 1865, sont transférées le 20 avril 1876 dans la crypte de la nouvelle église. La crypte devient dès lors le lieu de sépulture des membres de la famille royale belge.

#### Après la mort de la reine
Dès qu'il le peut, le roi Léopold s'éloigne de Laeken, résidence qui lui rappelle trop le souvenir de la défunte reine, et part s'isoler dans son domaine d'Ardenne. Il décrit son état d'esprit : « Notre foyer était paisible et l'ange de bonté et de tendresse qui le dirigeait et qui ne vivait que pour moi […] car même les enfants venaient bien loin après dans l'affection qu'elle nous portait. En dix-huit ans, jamais il n'y eut entre nous un mot dur […]. Tout cela est maintenant détruit. » Le roi, profondément atteint par la mort de la reine, songe même à se retirer de la vie politique, afin de vivre dans un lieu exempt de tracas, mais le jeune âge de son héritier « spécialement en cas de guerre, incapable de tenir les rênes d'un gouvernement » et sa nature d'homme d'action l'en dissuadent.
À son testament, rédigé alors qu'elle avait tout juste vingt ans, la reine a joint une lettre, non datée, adressée au roi, dont la teneur le perturbe profondément : « Puisses-tu trouver dans l'expression de mes dernières volontés et par-delà les mots, une faible partie de l'affection et de la reconnaissance que j'exprime pour toi, ce qu'aucun langage humain ne pourra jamais rendre. [...] Puisses-tu être aussi heureux que je l'ai été par toi et près de toi. Puisses-tu être aimé, chéri, admiré, j'allais presque dire adoré par beaucoup, apprécié comme tu l'as été par moi ! […] D'ailleurs que ma vie soit longue ou courte, j'aurai toujours assez vécu si j'ai été bonne à quelque chose, ne fut-ce qu'un instant. »
Quant aux enfants royaux, Léopold (15 ans), Philippe (13 ans) et Charlotte (10 ans), ils sont non seulement privés de leur mère, mais de leur principale éducatrice. Ils sont souvent solitaires à Laeken, livrés à eux-mêmes et à des précepteurs qui ne parviennent pas à les discipliner.

#### Une reine tardivement populaire
L'historiographie a ancré le surnom de « la Reine bien-aimée », mais selon Mia Kerckvoorde, victime de son incroyable timidité, Louise ne s'est jamais rapprochée de la population, alors qu'elle « vit intensément avec son peuple, avec les miséreux et [se montre] sensible aux acclamations des humbles et s'inquiète d'eux lors des épidémies et des hivers rigoureux. » Paul Roger, premier biographe de la reine, multiplie les anecdotes relatives à sa « charité inépuisable » s'exerçant au profit de familles modestes dont elle paie le loyer, de miliciens auxquels elle accorde des congés, de filles à doter, de paysans à aider, etc. Elle patronne également des institutions publiques, telles des maisons de sourds et muets, d'aveugles, ou des associations maternelles. Elle soutient le métier de dentellière qui avait pratiquement disparu avant l'indépendance de la Belgique et n'était plus exercé que par quelques artisanes âgées. Ces dernières sont appelées à enseigner leur savoir dans une école créée par la reine à Bruxelles.
En outre, chaque matin, la comtesse de Merode signale à la reine la détresse de quelques familles nécessiteuses. Cette dernière se rend alors personnellement au domicile de ces malheureux pour leur apporter le réconfort de son aide pécuniaire. Sa cassette privée ne suffit pas à la charité et, souvent, elle emprunte à ses dames d'honneur, sans oser l'avouer à son mari. D'innombrables nécessiteux s'adressent directement à la reine ; les demandes affluent même de France. Si le secrétaire suggère une vérification de la situation matérielle réelle des solliciteurs, la reine lui demande de ne pas trop s'y attarder.
La popularité de la reine est née tardivement, de concert avec les épreuves qu'elle a traversées et surtout la dégradation de sa santé à la fleur de l'âge. Mia Kerckvoorde écrit que « le pays apprend avec douleur la mort de la reine.[...] Elle ne sut jamais à quel point elle était aimée. La diversité et le nombre de souvenirs mortuaires qui furent imprimés et distribués donnent la mesure de l'immense regret populaire. »

## Titulature, phaléristique et héraldique

### Titulature
En 1819, Louise est titrée « Mademoiselle de Chartres » par le roi Louis XVIII, puis devient « la princesse Louise » en 1830.
- 3 avril 1812 - 22 septembre 1824 : Son Altesse Sérénissime Mademoiselle, princesse du sang de France ;
- 22 septembre 1824 - 9 août 1830 : Son Altesse Royale Mademoiselle, princesse du sang de France ;
- 9 août 1830 - 9 août 1832 : Son Altesse Royale la princesse Louise d'Orléans ;
- 9 août 1832 - 11 octobre 1850 : Sa Majesté la reine des Belges.

### Phaléristique
Louise a reçu les ordres honorifiques suivants :
- Dame noble de l'ordre de la Croix étoilée, empire d'Autriche.
- Grand cordon de l'ordre de Léopold, Belgique.
- Dame noble de l'ordre de la Reine Marie-Louise d'Espagne (10 février 1835).
- Dame noble de l'ordre royal de Sainte-Isabelle de Portugal (14 juillet 1835).

### Héraldique
| Blason de Louise d'Orléans (1812-1850) | Blason  | Deux écus accolés: - Parti au 1) de sable au lion d'or, armé et lampassé de gueules, au 2) burelé d'or et de sable de dix pièces au crancelin de sinople brochant en bande sur le tout. - D’azur à trois fleurs de lys d’or au lambel d’argent de trois pendants en chef. |
| Blason de Louise d'Orléans (1812-1850) | Détails | Blason des maisons de Belgique parti avec la maison de Wettin et de France. |

## Descendance
Louise donne le jour à quatre enfants :
- Louis-Philippe (1833-1834) ;
- Léopold (1835-1909), duc de Brabant, roi des Belges en 1865, qui se marie en 1853 à l'archiduchesse Marie-Henriette d'Autriche (1836-1902), dont quatre enfants ;
- Philippe (1837-1905), comte de Flandre, qui se marie en 1867 à la princesse Marie de Hohenzollern-Sigmaringen (1845-1912), dont cinq enfants, parmi lesquels Albert Ier roi des Belges, ancêtre de la dynastie régnant sur la Belgique ;
- Charlotte (1840-1927), qui se marie en 1857 à l'empereur Maximilien Ier du Mexique (1832-1867), impératrice du Mexique en 1864, sans postérité.

## Postérité et honneurs

### Peinture
La reine Louise a été représentée par divers artistes peintres britanniques, belges, français et allemands, et notamment :
- vers 1830 : Ary Scheffer, Louise-Marie d'Orléans, huile sur toile, collections du musée de la Vie romantique, hôtel Scheffer-Renan, Paris.
- années 1830 : Gustave Wappers, conservé au palais royal de Bruxelles.
- années 1830 : Claude-Marie Dubufe, conservé au palais royal de Bruxelles.
- 1837 à Windsor : George Hayter, passé en mains privées en 2002.
- 1840 : miniature par Maria Magdalena Dalton, conservée dans les collections royales britanniques.
- 1841 : Franz Xaver Winterhalter, conservé dans les collections royales britanniques, exposé à Frogmore House.
- vers 1841 : par Franz Xaver Winterhalter, conservé dans les collections royales belges.
- 1846 : William Charles Ross, conservé dans les collections royales britanniques.
- 1850 : Joseph Anne Le Roy, miniature conservée dans les collections royales belges.
- 1851 : Alexandre Robert, conservé dans les collections du Musée BELvue de Bruxelles.
- 1851 : Romain Eugène Van Maldeghem, conservé aux musées royaux des Beaux-Arts de Belgique.
- 1851 : Edouard De Latour, miniature offerte au roi[70].
- date inconnue : Joseph-Désiré Court, conservé dans les collections du musée Condé à Chantilly.

### Sculpture
- Une chapelle-mausolée dédiée à la reine Louise, édifiée en 1855 par le sculpteur statuaire néo-classique Charles-Auguste Fraikin, prend place dans le complexe architectural de l'église Saints-Pierre-et-Paul d'Ostende[71].
- Le monument Louise-Marie à Philippeville, sous forme d'une statue de 3 m de hauteur réalisée en bronze par Joseph Jaquet en 1878 selon la technique de la galvanoplastie, est initialement érigé à la place d’Armes. Devenu trop vétuste, le monument est intégralement restauré en 1999 et déplacé au carrefour de la rue de Namur et du boulevard de l’Enseignement[72].
- Une réduction de cette statue fait partie des collections du sénat de Belgique depuis 1920.
- Buste en plâtre dû au ciseau de Guillaume Geefs, exécuté en 1836, inventaire no 3082, conservé aux musées royaux des Beaux-Arts de Belgique[73].

### Littérature
L'écrivain belge Adolphe Mathieu publie à Mons, quelques jours après la mort de la reine, une pièce en vers rendant hommage à la défunte.

### Espace vert
Le parc Louise-Marie, aménagé en 1879-1880 par la ville de Namur, rappelle le souvenir de la première reine des Belges.

### Botanique
Princesse Louise est un cultivar de rosier grimpant obtenu en 1829 par le rosiériste français Henri Antoine Jacques, jardinier de la famille d'Orléans à Neuilly.

### Philatélie
Au cours de son règne, l'effigie de la reine Louise n'apparaît pas sur les timbres-poste. Elle est toutefois représentée posthumément à partir de 1962 :
- 1962 : antituberculeux (Reines de Belgique) : 2 valeurs (40 c + 10 c) avec le monogramme L et avec le monogramme LM.
- 1980 : 150e anniversaire de l'indépendance de la Belgique (en médaillon avec le roi Léopold Ier) : 1 valeur (6 F 50 + 1 F 50).

### Hommage familial
En 1858, huit ans après la mort de la reine Louise, quand le duc et la duchesse de Brabant, héritiers du trône, deviennent parents de leur première fille, la reine Marie-Amélie obtient que l'enfant soit prénommée Louise comme sa défunte grand-mère.

### Marine Belge

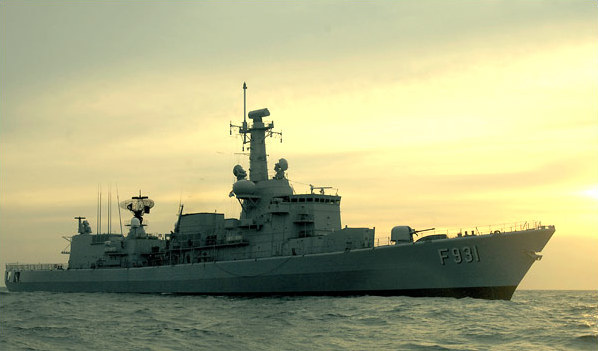
La frégate Louise-Marie (F931) en 2008.

- En 1840, la Marine belge achète une goélette marchande, baptisée Louise-Marie et qu'elle équipe de 12 cannonades afin de protéger la pêche en mer du nord. Ensuite, la goélette emmène la mission belge dans sa concession de terres du district de Santo Tomás de Castilla (département de Vera-Paz, actuel Guatemala) en vue d'un projet de colonisation avorté[79].
- Le Louise-Marie (F931) est une frégate de classe Karel Doorman de la Marine belge construite aux Pays-Bas en 1989 et achetée par la Belgique en 2008, l'année suivant l'acquisition de la frégate Léopold Ier (F930). La frégate participe à de nombreuses opérations humanitaires et stratégiques en mer Méditerranée, notamment dans la lutte contre les passeurs de migrants et le maintien de la sécurité maritime[80].

## Actes d'état civil

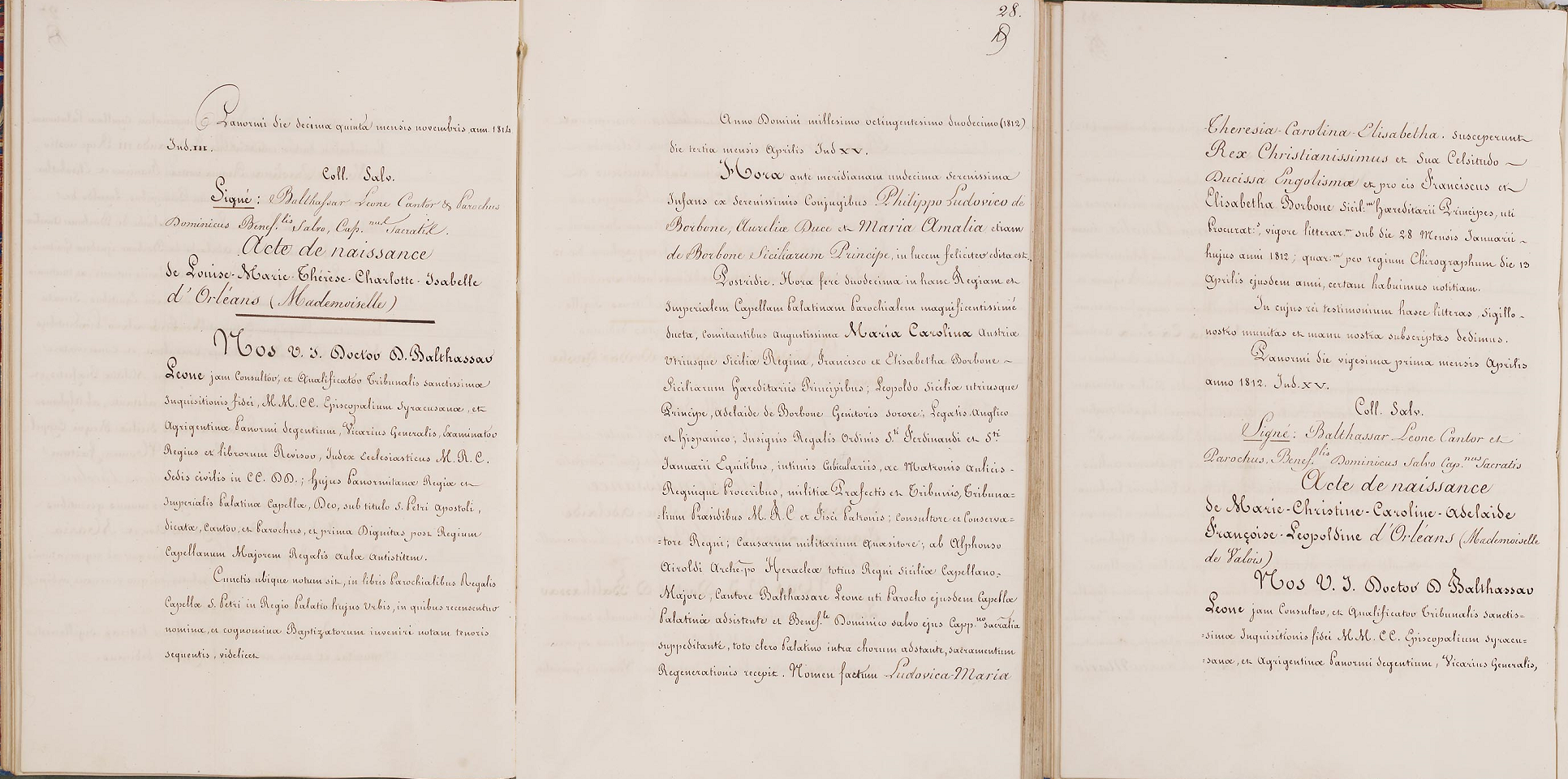
Transcription (1822) de l'acte de baptême (1812).
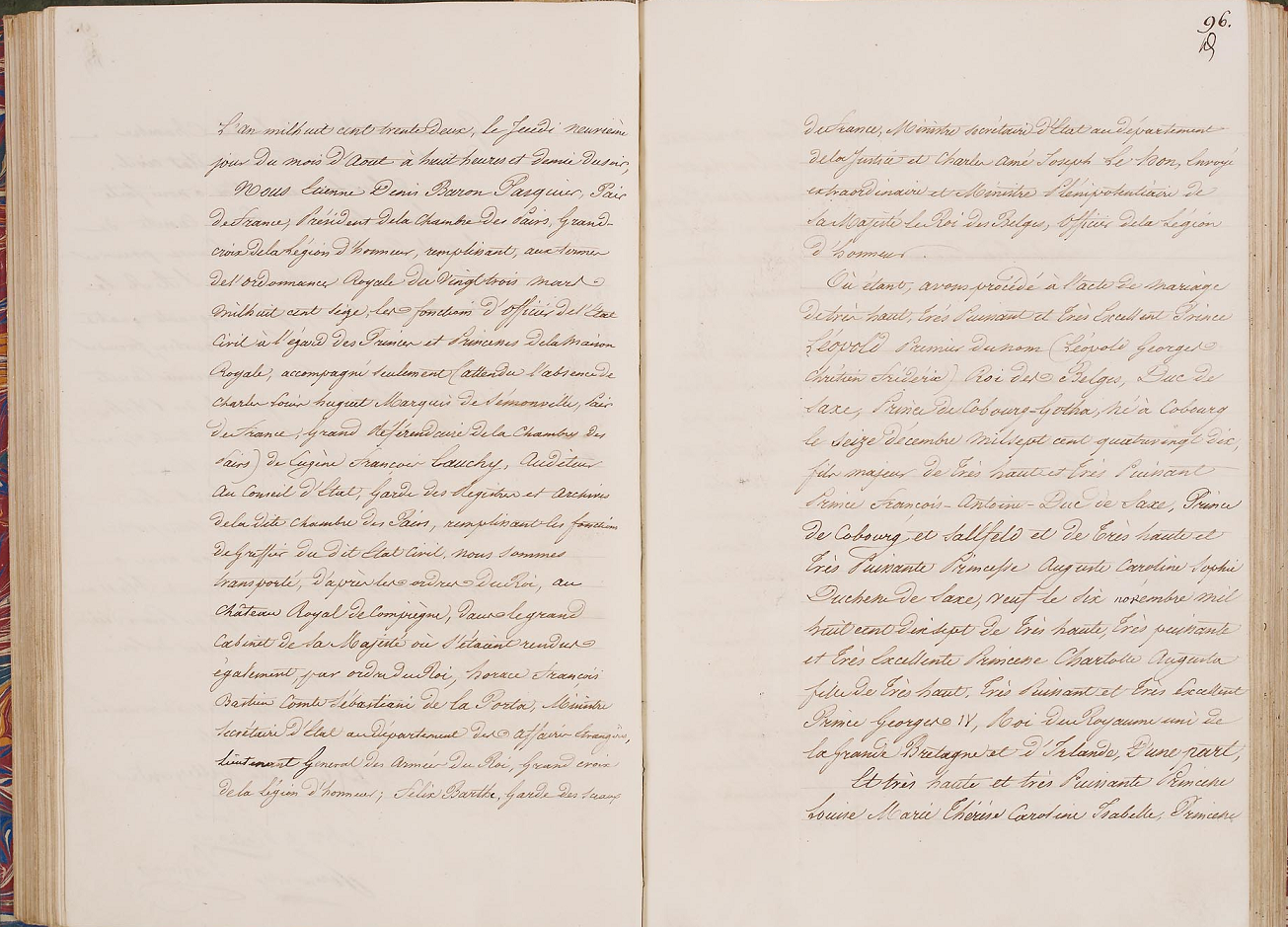
Acte de mariage (1832) - partie 1.
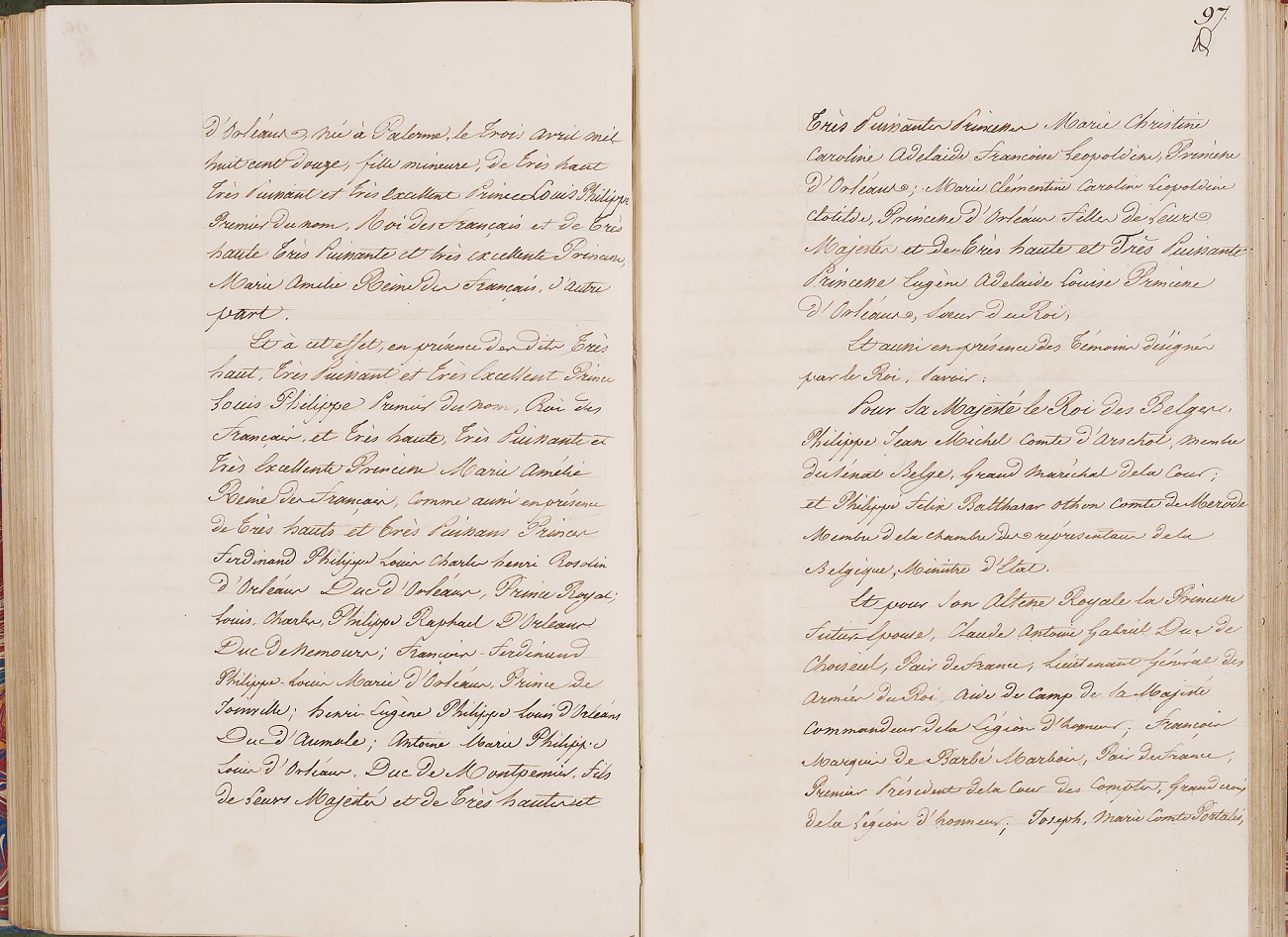
Acte de mariage (1832) - partie 2.
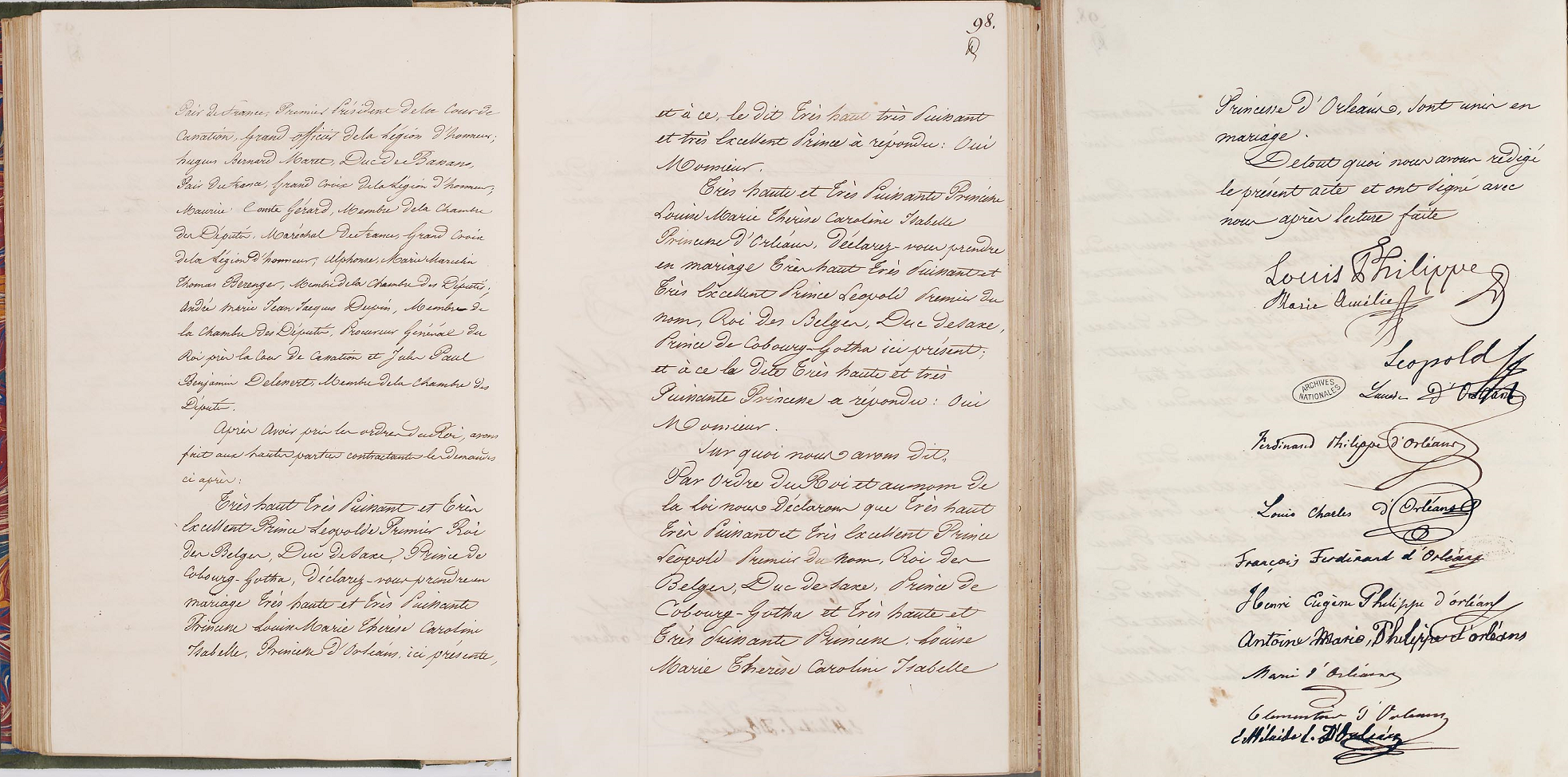
Acte de mariage (1832) - partie 3.
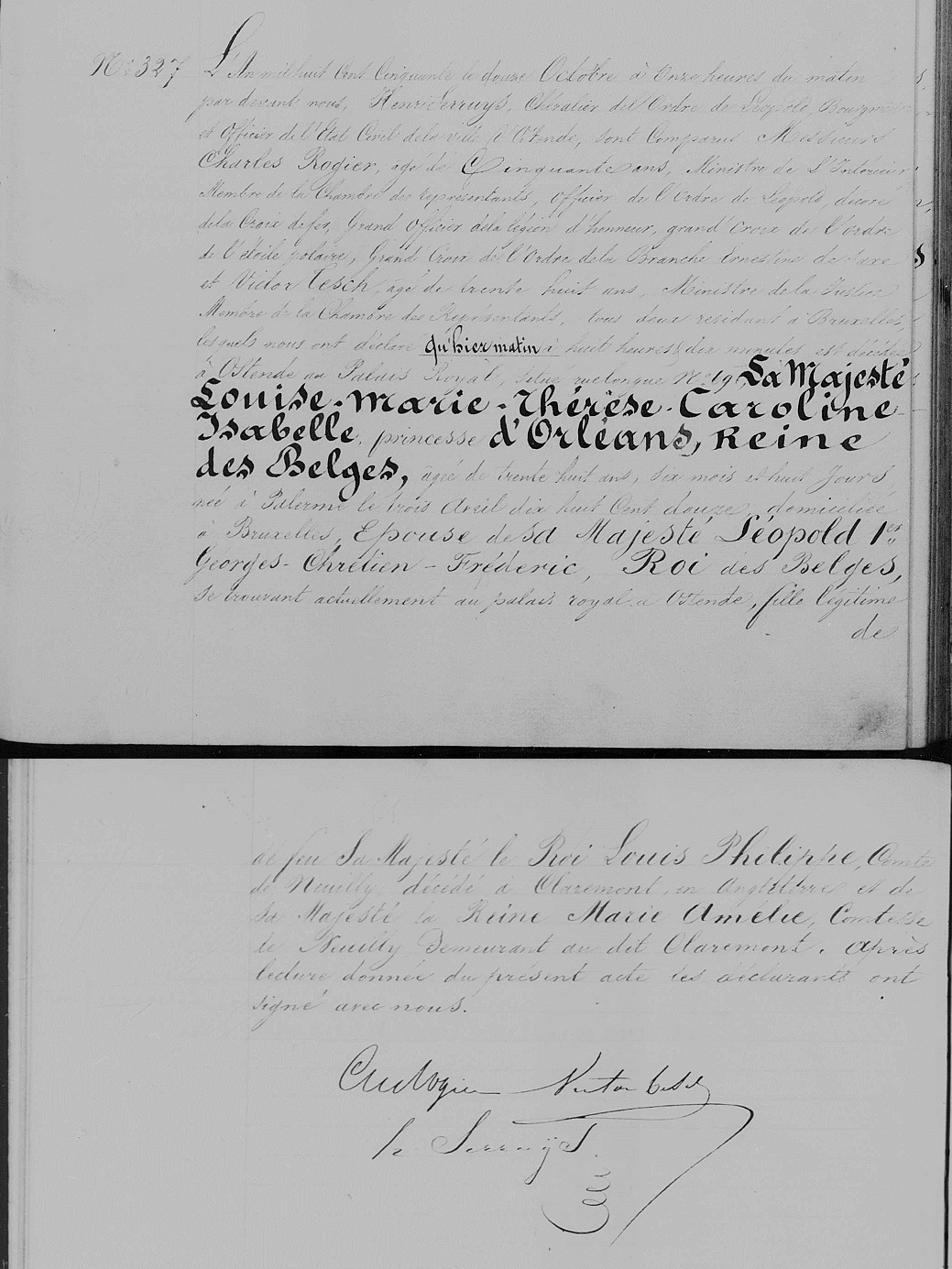
Acte de décès (1850).